# Montgaillard (Hautes-Pyrénées)
Pour les articles homonymes, voir Montgaillard.
Montgaillard est une commune française située dans le centre du département des Hautes-Pyrénées, en région Occitanie. Sur le plan historique et culturel, la commune est dans la province du Haut-Adour, autrefois incluse dans l’ancien comté de Bigorre.
Il s’agit d’une zone montagneuse constituée des prolongements occidentaux des massifs de Néouvielle et de l’Arbizon. Exposée à un climat de montagne, elle est drainée par l'Adour, le canal d'Alaric, l'Arrêt-Darré, l'Oussouet, la Douloustre et par divers autres petits cours d'eau. La commune possède un patrimoine naturel remarquable : un site Natura 2000 (la « vallée de l'Adour »), un espace protégé (l'« Adour et affluents ») et huit zones naturelles d'intérêt écologique, faunistique et floristique.
Montgaillard est une commune rurale qui compte 813 habitants en 2022. Elle fait partie de l'aire d'attraction de Tarbes. Ses habitants sont appelés les Montgaillardais ou  Montgaillardaises.

### Paysages et relief

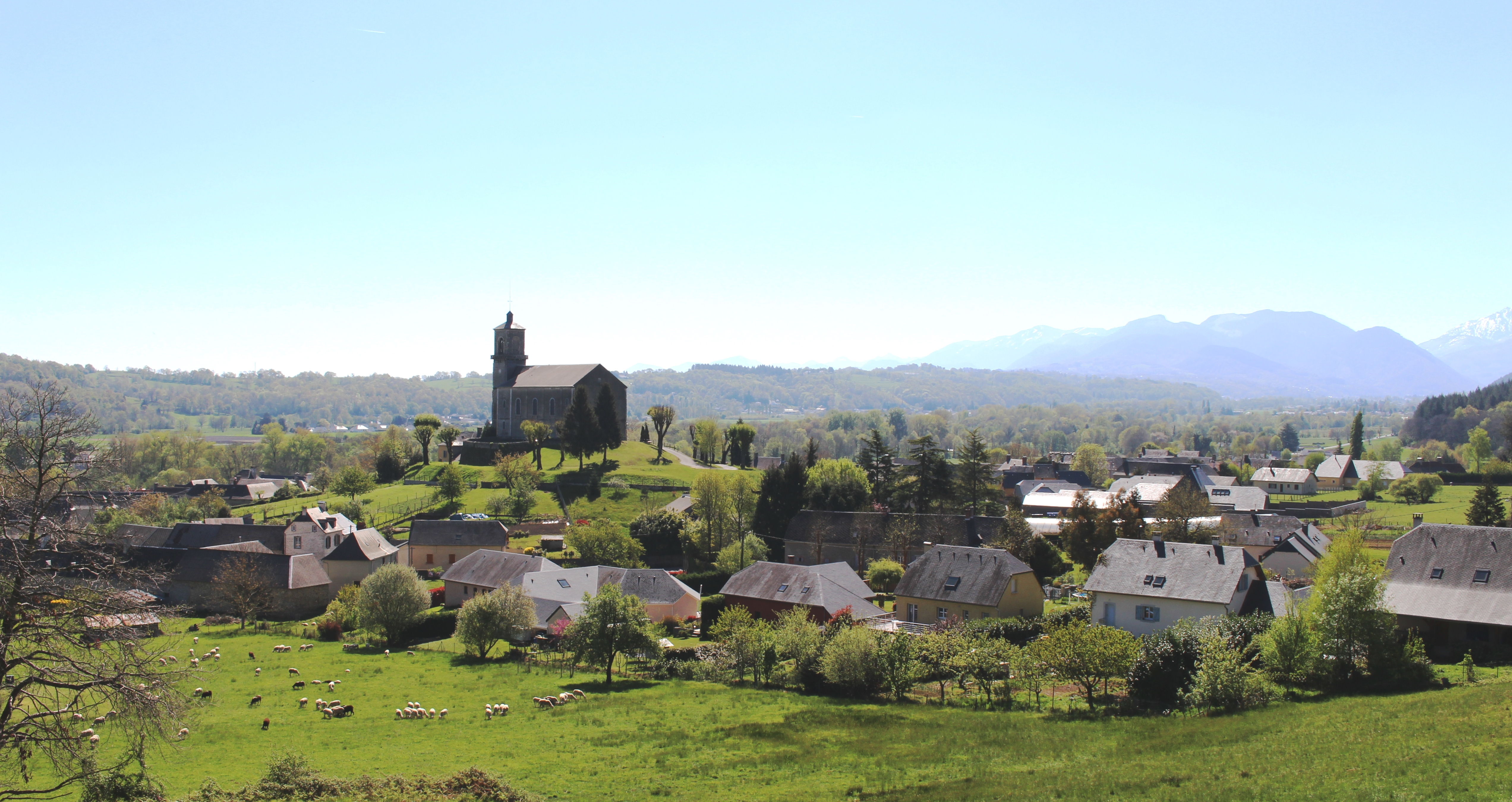
Vue en été.

## Géographie

### Localisation
La commune de Montgaillard se trouve dans le département des Hautes-Pyrénées, en région Occitanie.
Elle se situe à 12 km à vol d'oiseau de Tarbes, préfecture du département, et à 8 km de Bagnères-de-Bigorre, sous-préfecture.
Les communes les plus proches sont : 
Hiis (1,4 km), Antist (1,8 km), Vielle-Adour (2,4 km), Ordizan (2,6 km), Trébons (2,8 km), Loucrup (3,1 km), Arcizac-Adour (3,6 km), Visker (3,8 km).
Sur le plan historique et culturel, Montgaillard fait partie de la province historique du Haut-Adour, autrefois incluse dans l’ancien comté de Bigorre. Il s’agit d’une zone montagneuse constituée des prolongements occidentaux des massifs de Néouvielle et de l’Arbizon,.
| Hiis    | Vielle-Adour | Orignac |
| Loucrup | Montgaillard | Antist  |
| Astugue | Trébons      | Ordizan |

### Hydrographie
La commune est dans le bassin de l'Adour, au sein du bassin hydrographique Adour-Garonne. Elle est drainée par l'Adour, le canal d'Alaric, l'Arrêt-Darré, l'Oussouet, la Douloustre, un bras Canalisé Adour, un bras de l'Adour, un bras de l'Adour, un bras de l'Adour, l'arrioussus et par divers petits cours d'eau, constituant un réseau hydrographique de 16 km de longueur totale,.
L'Adour, d'une longueur totale de 308,8 km, se forme dans la vallée de Campan en Haute-Bigorre de la réunion de trois torrents : l'Adour de Payolle, l'Adour de Gripp et l'Adour de Lesponne et s'écoule vers le nord. Il traverse la commune et se jette dans le golfe de Gascogne à Anglet, après avoir traversé 118 communes.
Le canal d'Alaric, d'une longueur totale de 73,7 km, prend sa source dans la commune de Pouzac et s'écoule vers le nord. Il traverse la commune et se jette dans l'Adour à Izotges, après avoir traversé 38 communes.
L'Arrêt-Darré, d'une longueur totale de 25,5 km, prend sa source dans la commune de Pouzac et s'écoule vers le nord. Il traverse la commune et se jette dans l'Arros à Goudon, après avoir traversé 23 communes.
L'Oussouet, d'une longueur totale de 15,7 km, prend sa source dans la commune de Bagnères-de-Bigorre et s'écoule vers le nord. Il se jette dans l'Adour sur le territoire communal, après avoir traversé 7 communes.

### Climat
Le climat est tempéré de type océanique, en raison de l'influence proche de l'océan Atlantique situé à peu près 150 km plus à l'ouest. La proximité des Pyrénées fait que la commune profite d'un effet de foehn, il peut aussi y neiger en hiver, même si cela reste inhabituel.
| Mois                              | jan.  | fév.  | mars  | avril | mai   | juin  | jui.  | août  | sep.  | oct.  | nov.  | déc.  | année   |
| --------------------------------- | ----- | ----- | ----- | ----- | ----- | ----- | ----- | ----- | ----- | ----- | ----- | ----- | ------- |
| Température minimale moyenne (°C) | 0,6   | 1,3   | 2,7   | 5,2   | 8,3   | 11,6  | 14,1  | 13,9  | 11,7  | 8     | 3,6   | 1,3   | 6,9     |
| Température moyenne (°C)          | 5,3   | 6,1   | 7,8   | 10    | 13,3  | 16,7  | 19,3  | 19    | 17,2  | 13,3  | 8,5   | 5,8   | 11,9    |
| Température maximale moyenne (°C) | 9,9   | 11    | 12,9  | 14,8  | 18,3  | 21,7  | 24,5  | 24    | 22,6  | 18,6  | 13,4  | 10,4  | 16,8    |
| Ensoleillement (h)                | 108,8 | 118,8 | 155,6 | 157,2 | 181,3 | 191,5 | 215,5 | 196,4 | 194,5 | 164,4 | 124,4 | 104,4 | 1 912,8 |
| Précipitations (mm)               | 112,8 | 97,5  | 100,2 | 105,7 | 113,6 | 80,7  | 57,3  | 70,3  | 71    | 85,2  | 93    | 112,1 | 1 099,4 |

### Milieux naturels et biodiversité

#### Espaces protégés
La protection réglementaire est le mode d’intervention le plus fort pour préserver des espaces naturels remarquables et leur biodiversité associée,.
Dans ce cadre, la commune fait partie.
Un  espace protégé est présent sur la commune : 
l'« Adour et affluents », objet d'un arrêté de protection de biotope, d'une superficie de 215,8 ha.

#### Réseau Natura 2000

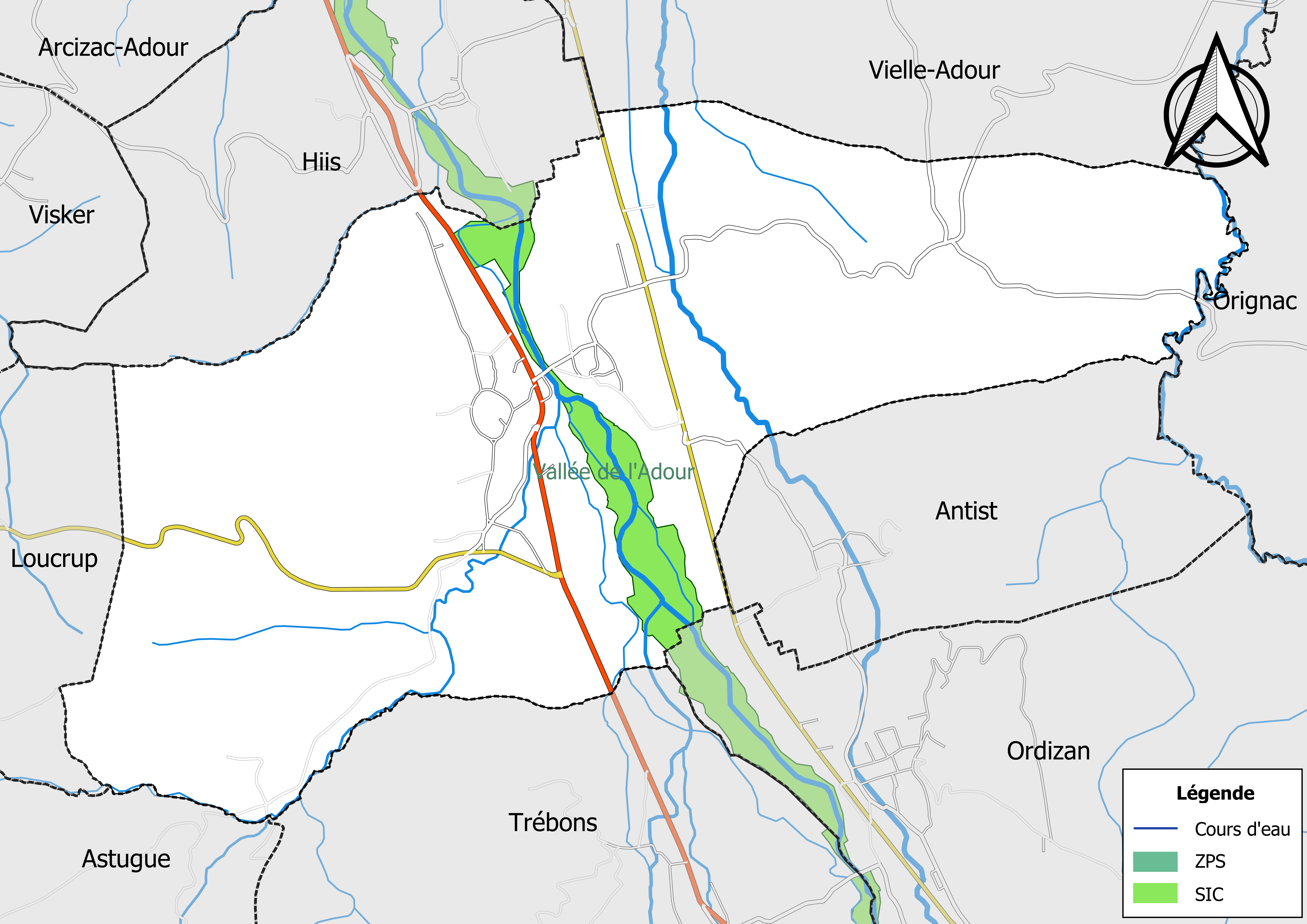
Site Natura 2000 sur le territoire communal.

Le réseau Natura 2000 est un réseau écologique européen de sites naturels d'intérêt écologique élaboré à partir des directives habitats et oiseaux, constitué de zones spéciales de conservation (ZSC) et de zones de protection spéciale (ZPS).
Un site Natura 2000 a été défini sur la commune au titre de la directive habitats : la « vallée de l'Adour », d'une superficie de 2 694 ha, un espace où les habitats terrestres et aquatiques abritent une flore et une faune remarquable et diversifiée, avec la présence de la Loutre et de la Cistude d'Europe.

#### Zones naturelles d'intérêt écologique, faunistique et floristique
L’inventaire des zones naturelles d'intérêt écologique, faunistique et floristique (ZNIEFF) a pour objectif de réaliser une couverture des zones les plus intéressantes sur le plan écologique, essentiellement dans la perspective d’améliorer la connaissance du patrimoine naturel national et de fournir aux différents décideurs un outil d’aide à la prise en compte de l’environnement dans l’aménagement du territoire.
Quatre ZNIEFF de type 1 sont recensées sur la commune :
- « l'Adour, de Bagnères à Barcelonne-du-Gers » (2 786 ha), couvrant 59 communes dont 18 dans le Gers, une dans les Landes et 40 dans les Hautes-Pyrénées[22] ;
- le « réseau hydrographique de l'Arrêt-Darré » (63 ha), couvrant 13 communes du département[23] ;
- le « réseau hydrographique de l'Oussouet et de la Gailleste » (111 ha), couvrant 8 communes du département[24] ;
- le « réseau hydrographique des Angles et du Bénaquès » (260 ha), couvrant 35 communes du département[25] ;

et quatre ZNIEFF de type 2, : 
- l'« Adour et milieux annexes » (3 634 ha), couvrant 60 communes dont 18 dans le Gers, une dans les Landes et 41 dans les Hautes-Pyrénées[26] ;
- les « coteaux et vallons des Angles et du Bénaquès » (12 879 ha), couvrant 45 communes du département[27] ;
- le « massif du Monné, vallée de l'Oussouet » (6 955 ha), couvrant 11 communes du département[28];
- le « plateau et vallons des Coustalats » (7 832 ha), couvrant 25 communes du département[29].

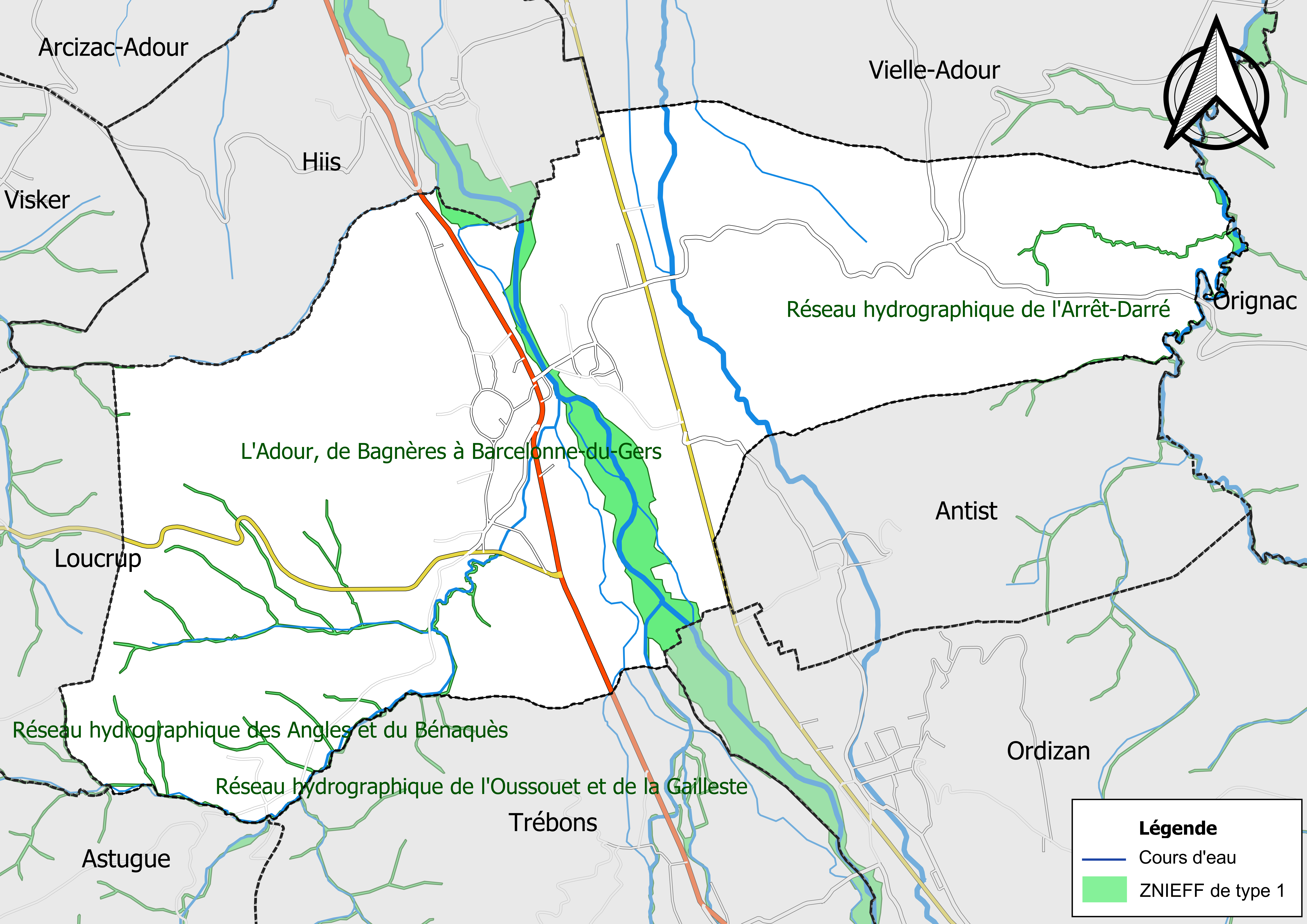
Carte des ZNIEFF de type 1 sur la commune.
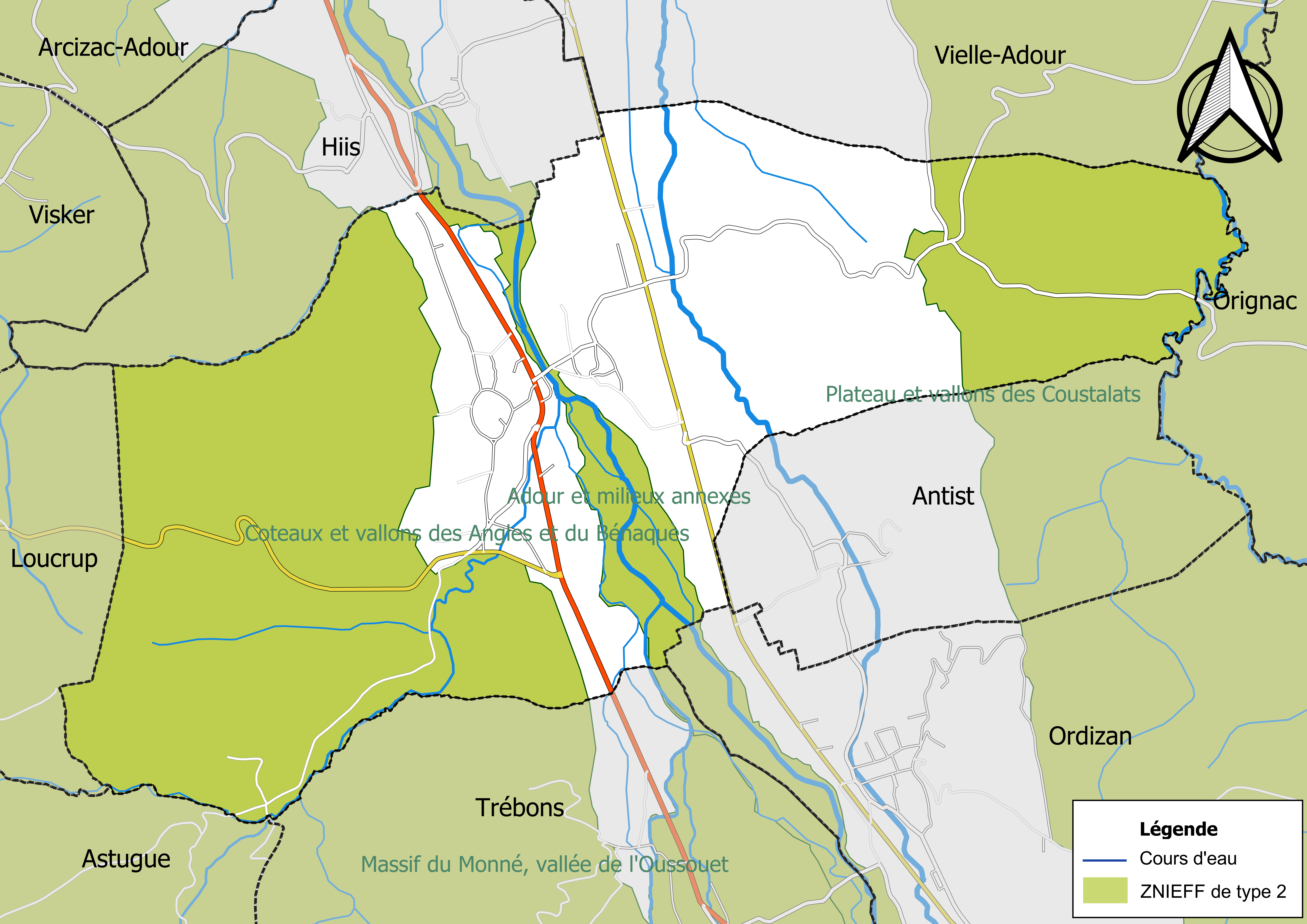
Carte des ZNIEFF de type 2 sur la commune.

## Urbanisme

### Typologie
Au 1er janvier 2024, Montgaillard est catégorisée commune rurale à habitat dispersé, selon la nouvelle grille communale de densité à sept niveaux définie par l'Insee en 2022.
Elle est située hors unité urbaine. Par ailleurs la commune fait partie de l'aire d'attraction de Tarbes, dont elle est une commune de la couronne,. Cette aire, qui regroupe 153 communes, est catégorisée dans les aires de 50 000 à moins de 200 000 habitants,.

### Occupation des sols
L'occupation des sols de la commune, telle qu'elle ressort de la base de données européenne d’occupation biophysique des sols Corine Land Cover (CLC), est marquée par l'importance des territoires agricoles (67,8 % en 2018), une proportion sensiblement équivalente à celle de 1990 (68,4 %). La répartition détaillée en 2018 est la suivante : 
zones agricoles hétérogènes (43,2 %), forêts (24,6 %), prairies (19 %), zones urbanisées (7,6 %), terres arables (5,5 %).
L'IGN met par ailleurs à disposition un outil en ligne permettant de comparer l’évolution dans le temps de l’occupation des sols de la commune (ou de territoires à des échelles différentes). Plusieurs époques sont accessibles sous forme de cartes ou photos aériennes : la carte de Cassini (XVIIIe siècle), la carte d'état-major (1820-1866) et la période actuelle (1950 à aujourd'hui).

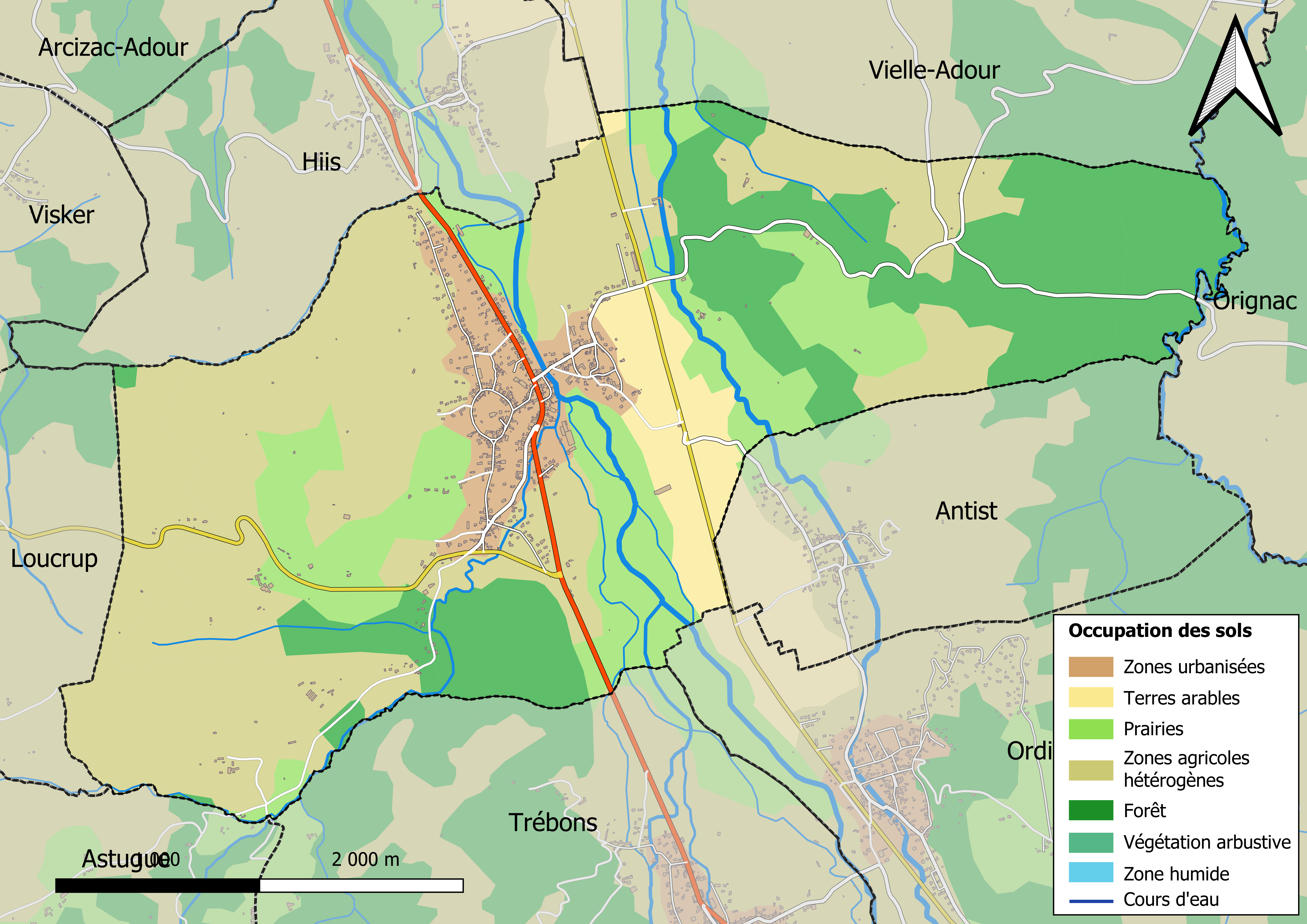
Carte des infrastructures et de l'occupation des sols en 2018 (CLC) de la commune.
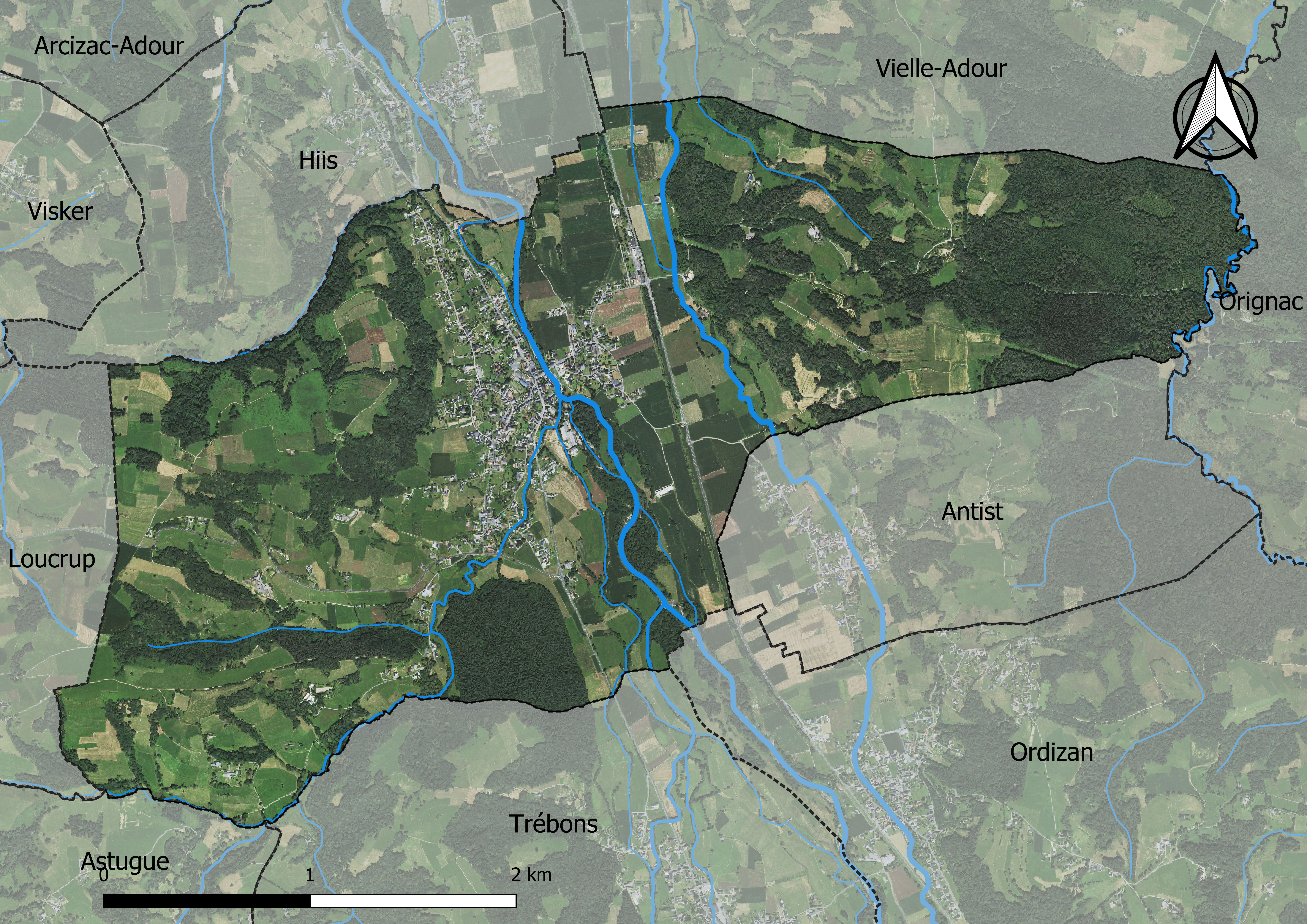
Carte orthophotogrammétrique de la commune.

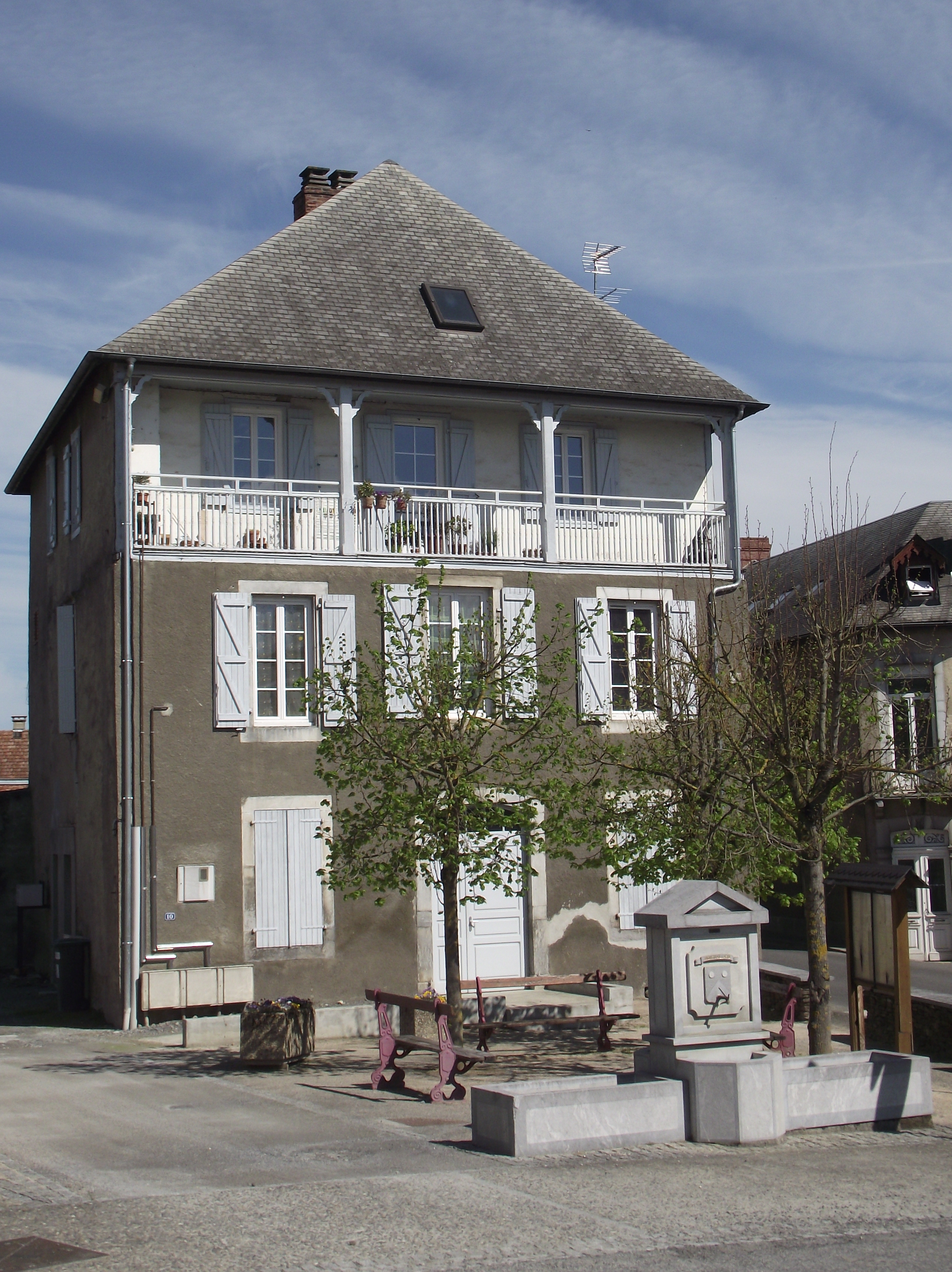
Place de la Mairie.

### Voies de communication et transports

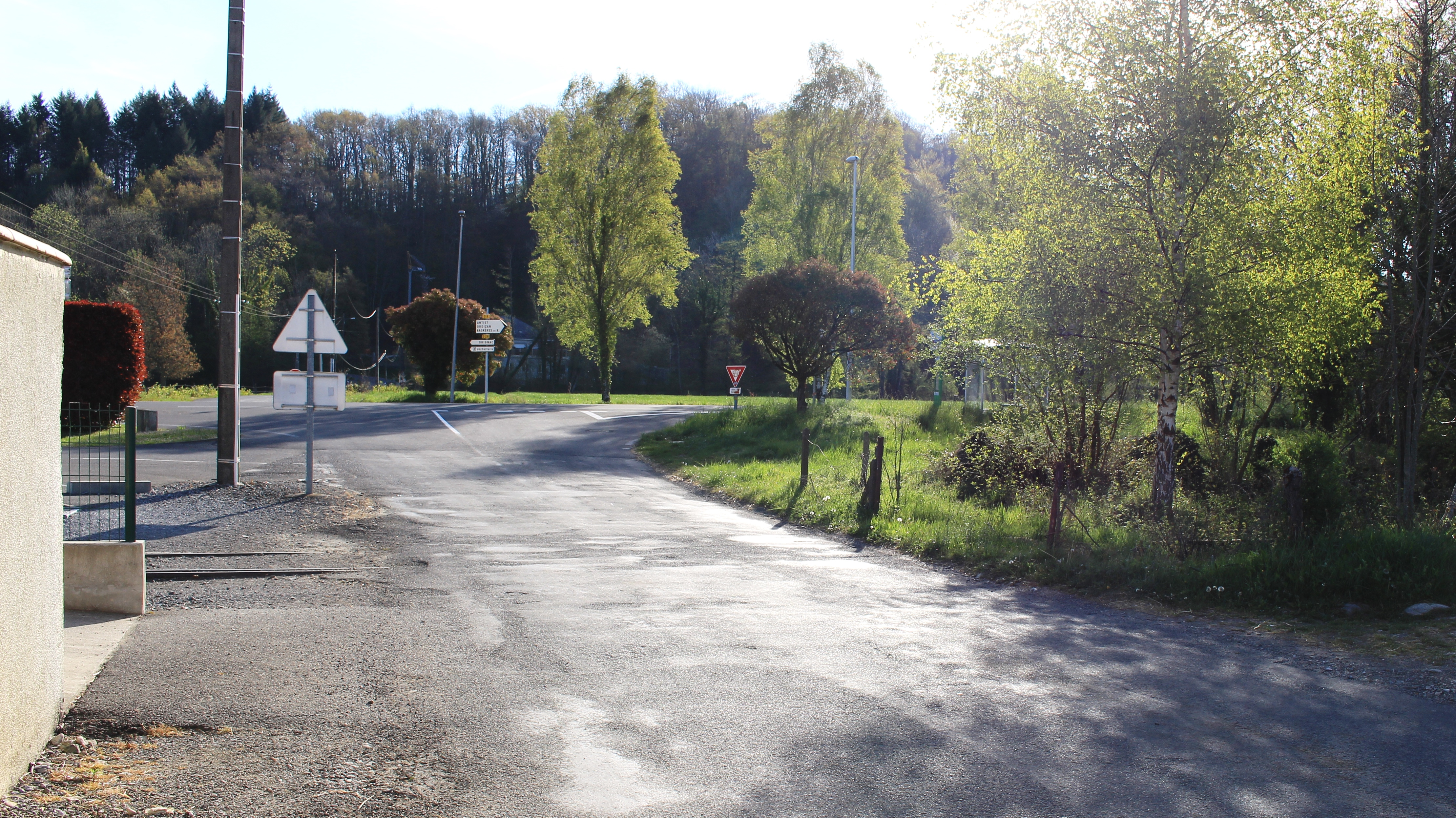
Passage à niveau de l'ancienne ligne de Morcenx à Bagnères-de-Bigorre en 2021.

Cette commune est desservie par les routes départementales D 935, D 937 et par les routes départementales D 8 et D 28.

### Risques majeurs
Le territoire de la commune de Montgaillard est vulnérable à différents aléas naturels : météorologiques (tempête, orage, neige, grand froid, canicule ou sécheresse), inondations, feux de forêts, mouvements de terrains et séisme (sismicité moyenne). Il est également exposé à un risque technologique,  le transport de matières dangereuses. Un site publié par le BRGM permet d'évaluer simplement et rapidement les risques d'un bien localisé soit par son adresse soit par le numéro de sa parcelle.

#### Risques naturels
Certaines parties du territoire communal sont susceptibles d’être affectées par le risque d’inondation par débordement de cours d'eau, notamment l'Adour, le canal d'Alaric, l'Arrêt-Darré et l'Oussouet. La cartographie des zones inondables en ex-Midi-Pyrénées réalisée dans le cadre du XIe Contrat de plan État-région, visant à informer les citoyens et les décideurs sur le risque d’inondation, est accessible sur le site de la DREAL Occitanie. La commune a été reconnue en état de catastrophe naturelle au titre des dommages causés par les inondations et coulées de boue survenues en 1982, 1988, 1999, 2009, 2014 et 2022,.
Montgaillard est exposée au risque de feu de forêt. Un plan départemental de protection des forêts contre les incendies a été approuvé par arrêté préfectoral le 21 avril 2020 pour la période 2020-2029. Le précédent couvrait la période 2007-2017. L’emploi du feu est régi par deux types de réglementations. D’abord le code forestier et l’arrêté préfectoral du 27 octobre 2014, qui réglementent l’emploi du feu à moins de 200 m des espaces naturels combustibles sur l’ensemble du département. Ensuite celle établie dans le cadre de la lutte contre la pollution de l’air, qui interdit le brûlage des déchets verts des particuliers. L’écobuage est quant à lui réglementé dans le cadre de commissions locales d’écobuage (CLE)

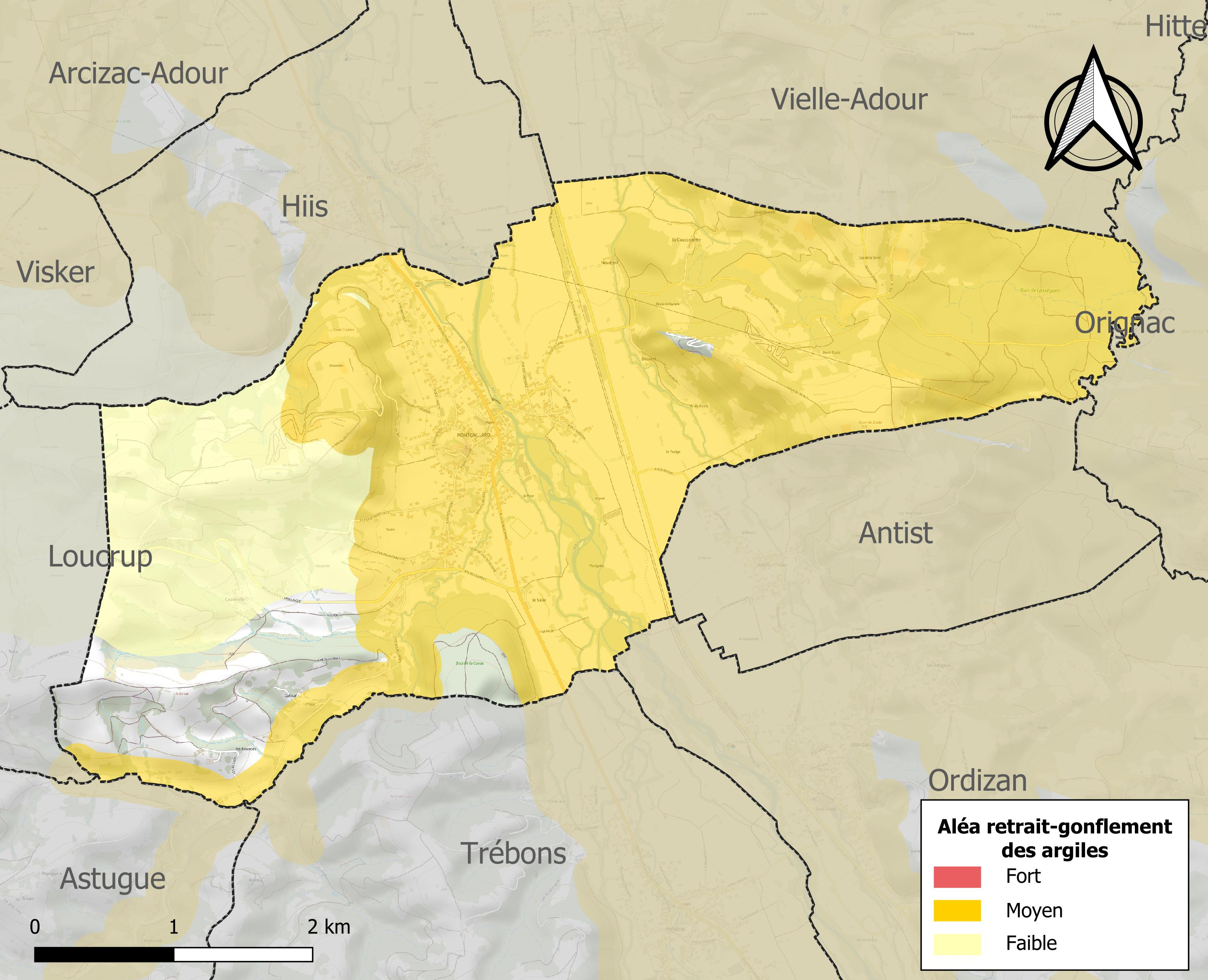
Carte des zones d'aléa retrait-gonflement des sols argileux de Montgaillard.

Les mouvements de terrains susceptibles de se produire sur la commune sont des tassements différentiels.
Le retrait-gonflement des sols argileux est susceptible d'engendrer des dommages importants aux bâtiments en cas d’alternance de périodes de sécheresse et de pluie. 73,3 % de la superficie communale est en aléa moyen ou fort (44,5 % au niveau départemental et 48,5 % au niveau national). Sur les 403 bâtiments dénombrés sur la commune en 2019, 386 sont en aléa moyen ou fort, soit 96 %, à comparer aux 75 % au niveau départemental et 54 % au niveau national. Une cartographie de l'exposition du territoire national au retrait gonflement des sols argileux est disponible sur le site du BRGM,.
Par ailleurs, afin de mieux appréhender le risque d’affaissement de terrain, l'inventaire national des cavités souterraines permet de localiser celles situées sur la commune.
Concernant les mouvements de terrains, la commune a été reconnue en état de catastrophe naturelle au titre des dommages causés par des mouvements de terrain en 1999.

#### Risques technologiques
Le risque de transport de matières dangereuses sur la commune est lié à sa traversée par des infrastructures routières ou ferroviaires importantes ou la présence d'une canalisation de transport d'hydrocarbures. Un accident se produisant sur de telles infrastructures est susceptible d’avoir des effets graves sur les biens, les personnes ou l'environnement, selon la nature du matériau transporté. Des dispositions d’urbanisme peuvent être préconisées en conséquence.

## Toponymie

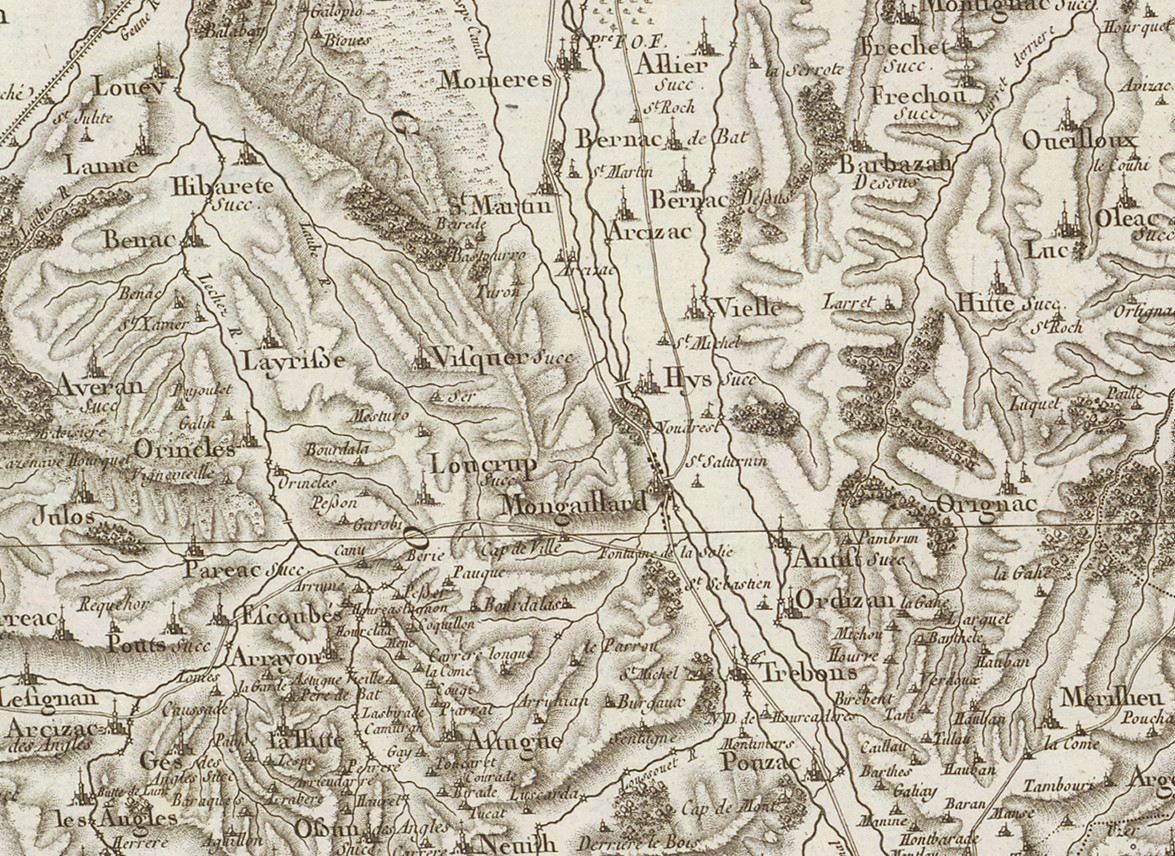
Extrait de la carte de Cassini (entre 1756 et 1789) situant Montgaillard.

On trouvera les principales informations dans le Dictionnaire toponymique des communes des Hautes-Pyrénées de Michel Grosclaude et Jean-François Le Nail qui rapporte les dénominations historiques du village :
Dénominations historiques :
- de Monte Gailhardo, latin (1285, montre Bigorre) ;
- Mongailhard (ibid.) ;
- de Monte Galhardo, latin (1300, enquête Bigorre ; 1313, Debita regi Navarre ; 1379, procuration Tarbes) ;
- Mongalhart (1344, livre vert de Bénac ; 1384, ibid.) ;
- Mont Galhart, Montgalhart (1429, censier de Bigorre) ;
- Mongaillard (fin XVIIIe siècle, carte de Cassini).

Étymologie : du gascon mont (= mont) et galhard (= fort, solide, vaillant).
Nom occitan : Montgalhard.

## Histoire

### Préhistoire
Les grands ateliers de plein air d'Hibarette (Hautes-Pyrénées) ont exploité le silex du flysch de Montgaillard depuis le Paléolithique moyen jusqu'au Néolithique.

### Époque gallo-romaine
Montgaillard tire son nom du monticule situé à l'ouest de la commune. Celui-ci porte une castrénation, l'oppidum d'« eras Puyolas » édifié par les romains.

### Moyen Âge
Montgaillard est une bastide fondée en 1327.

### Époque contemporaine
La commune a disposé d'une gare sur la ligne de Morcenx à Bagnères-de-Bigorre.

## Politique et administration

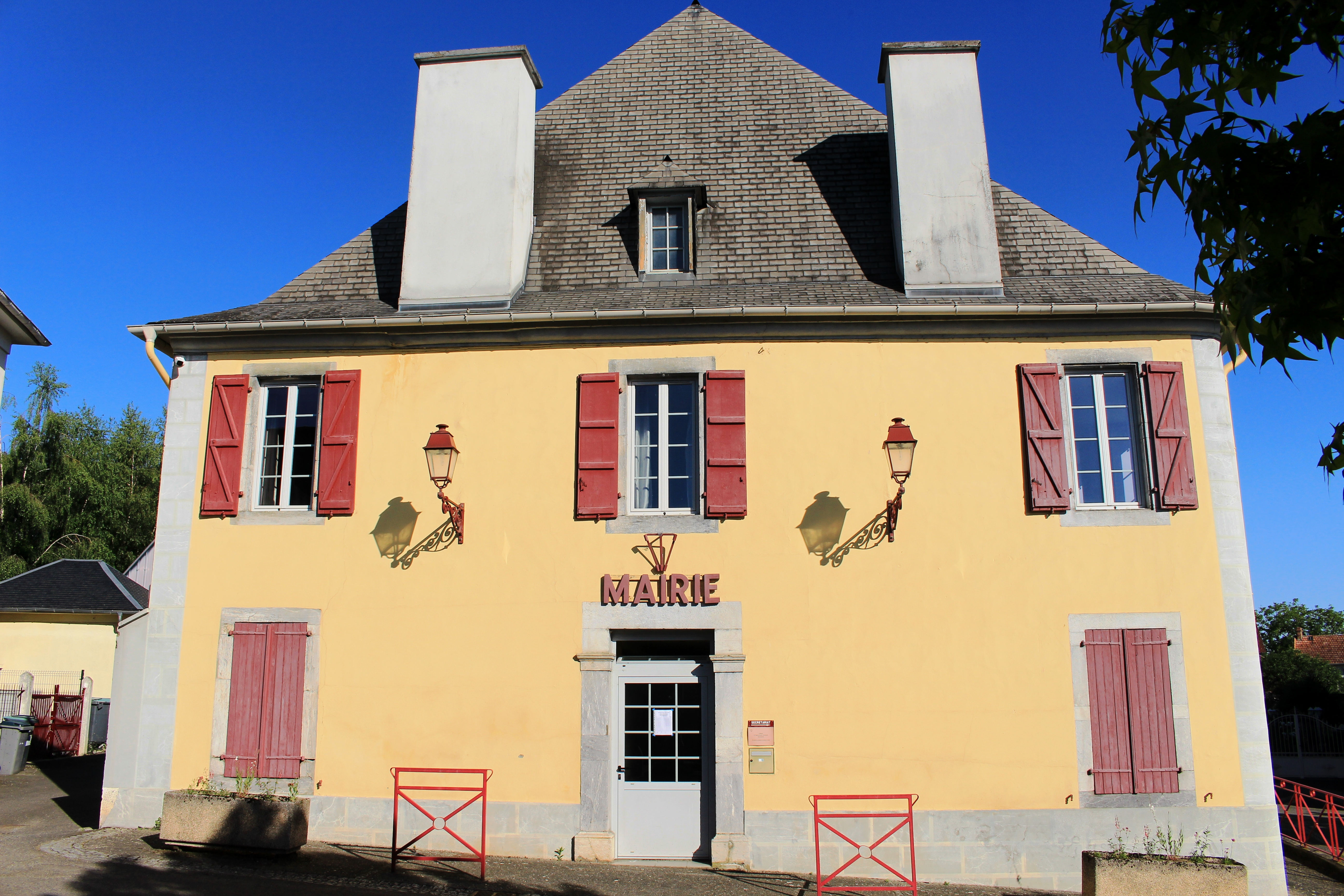
La mairie en 2020.

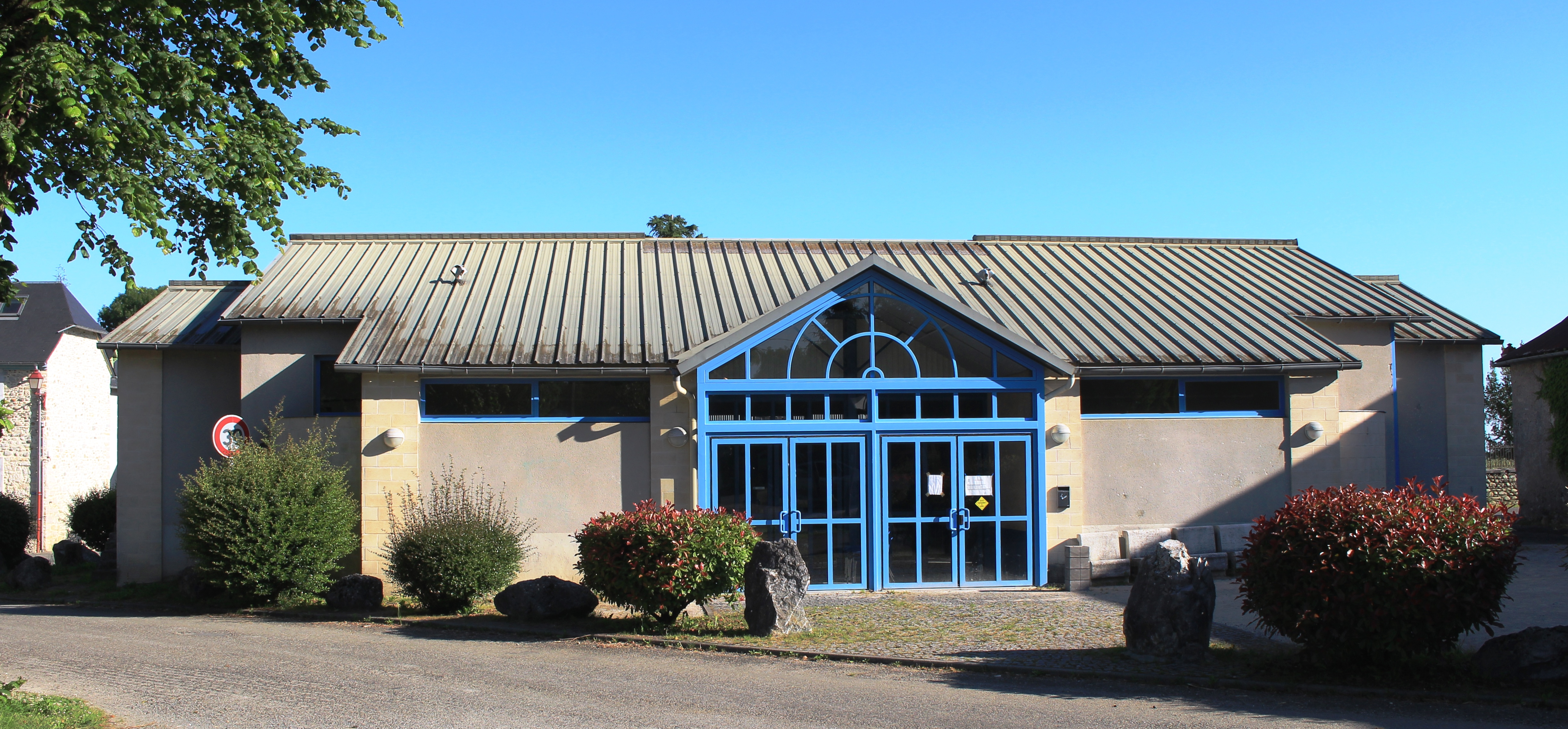
Le foyer rural en 2020.

### Liste des maires
| Période                                  | Période   | Identité         | Étiquette | Qualité |
| ---------------------------------------- | --------- | ---------------- | --------- | ------- |
| Les données manquantes sont à compléter. |           |                  |           |         |
|                                          |           |                  |           |         |
| mars 2001                                | mars 2008 | Louis Baget      |           |         |
| mars 2008                                | mars 2014 | Jean-Paul Barthe |           |         |
| mars 2014                                | mars 2020 | Patrick Bornuat  |           |         |
| mars 2020                                | En cours  | Dominique Pujol  |           |         |

### Rattachements administratifs et électoraux

#### Intercommunalité
Montgaillard appartient à la communauté de communes Haute-Bigorre, créée en décembre 1994 et qui réunit 24 communes.

## Population et société

### Démographie

#### Évolution démographique
L'évolution du nombre d'habitants est connue à travers les recensements de la population effectués dans la commune depuis 1793. Pour les communes de moins de 10 000 habitants, une enquête de recensement portant sur toute la population est réalisée tous les cinq ans, les populations de référence des années intermédiaires étant quant à elles estimées par interpolation ou extrapolation. Pour la commune, le premier recensement exhaustif entrant dans le cadre du nouveau dispositif a été réalisé en 2006.

En 2022, la commune comptait 813 habitants, en évolution de −4,01 % par rapport à 2016 (Hautes-Pyrénées : +1,59 %, France hors Mayotte : +2,11 %).
| 1793 | 1800 | 1806 | 1821  | 1831  | 1836  | 1841  | 1846  | 1851  |
| ---- | ---- | ---- | ----- | ----- | ----- | ----- | ----- | ----- |
| 871  | 879  | 964  | 1 044 | 1 086 | 1 108 | 1 089 | 1 149 | 1 171 |

| 1856  | 1861  | 1866  | 1872  | 1876  | 1881 | 1886 | 1891 | 1896 |
| ----- | ----- | ----- | ----- | ----- | ---- | ---- | ---- | ---- |
| 1 166 | 1 112 | 1 112 | 1 061 | 1 054 | 963  | 924  | 905  | 834  |

| 1901 | 1906 | 1911 | 1921 | 1926 | 1931 | 1936 | 1946 | 1954 |
| ---- | ---- | ---- | ---- | ---- | ---- | ---- | ---- | ---- |
| 805  | 821  | 780  | 677  | 734  | 684  | 677  | 643  | 615  |

| 1962 | 1968 | 1975 | 1982 | 1990 | 1999 | 2006 | 2011 | 2016 |
| ---- | ---- | ---- | ---- | ---- | ---- | ---- | ---- | ---- |
| 614  | 629  | 628  | 695  | 737  | 724  | 723  | 791  | 847  |

| 2021 | 2022 | - | - | - | - | - | - | - |
| ---- | ---- | - | - | - | - | - | - | - |
| 825  | 813  | - | - | - | - | - | - | - |

#### Pyramide des âges
La population de la commune est relativement âgée. En 2018, le taux de personnes d'un âge inférieur à 30 ans s'élève à 26,2 %, soit un taux inférieur à la moyenne départementale (29,0 %). À l'inverse, le taux de personnes d'un âge supérieur à 60 ans (35,7 %) est supérieur au taux départemental (34,2 %).
En 2018, la commune comptait 427 hommes pour 422 femmes, soit un taux de 50,29 % d'hommes, supérieur au taux départemental (48,09 %).
Les pyramides des âges de la commune et du département s'établissent comme suit :

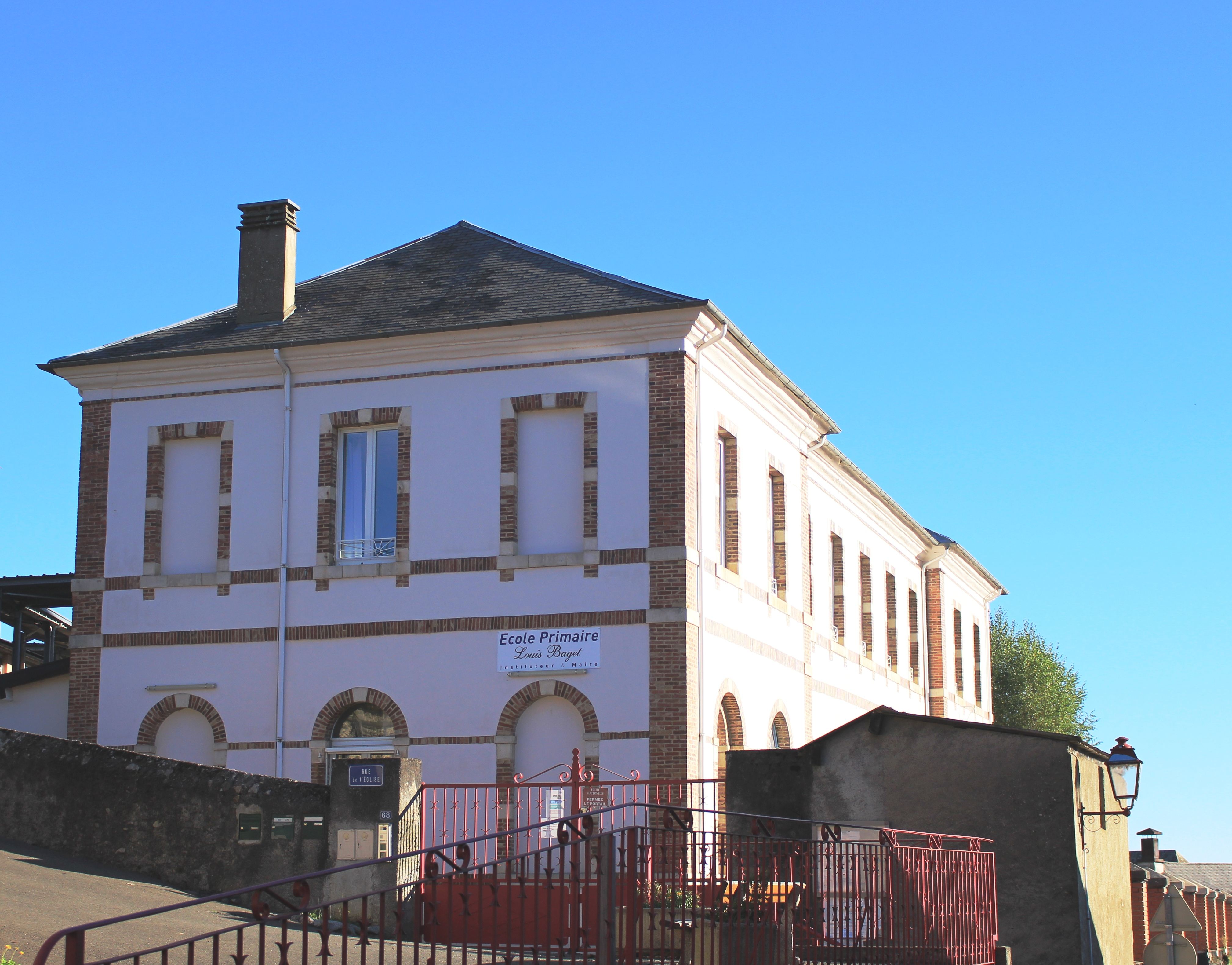
L’école Louis Baget en 2020.

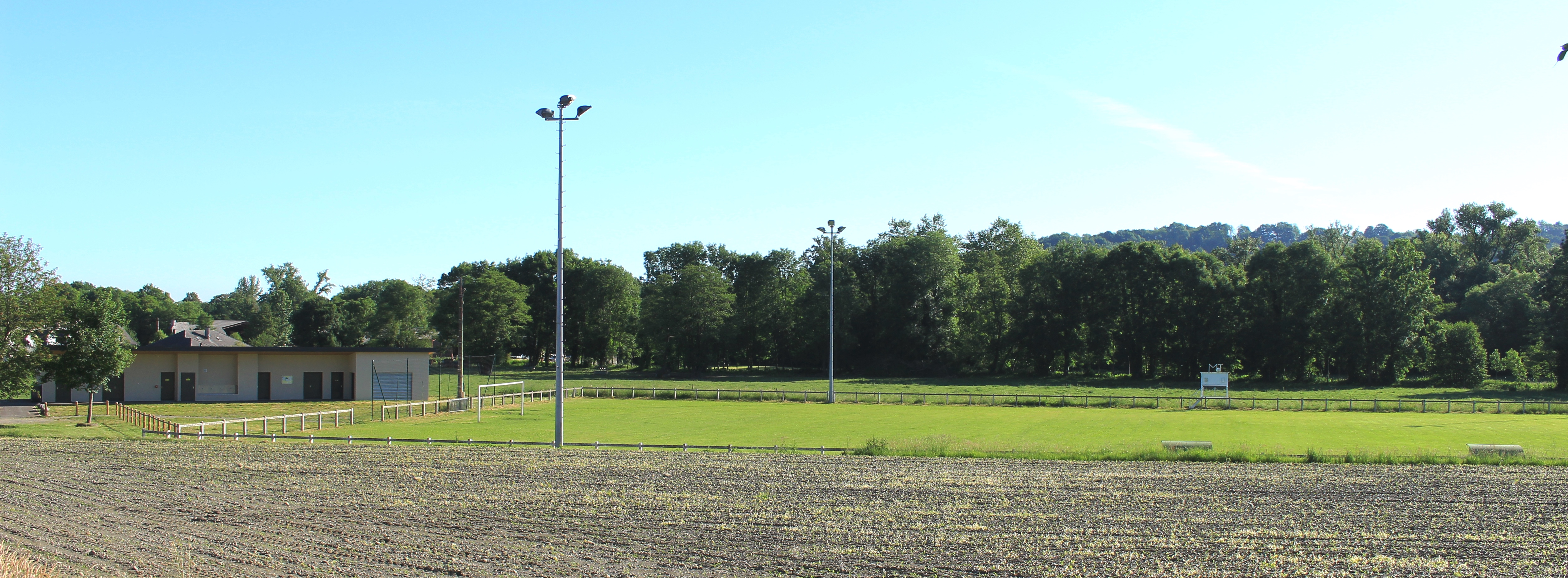
Le stade de football.

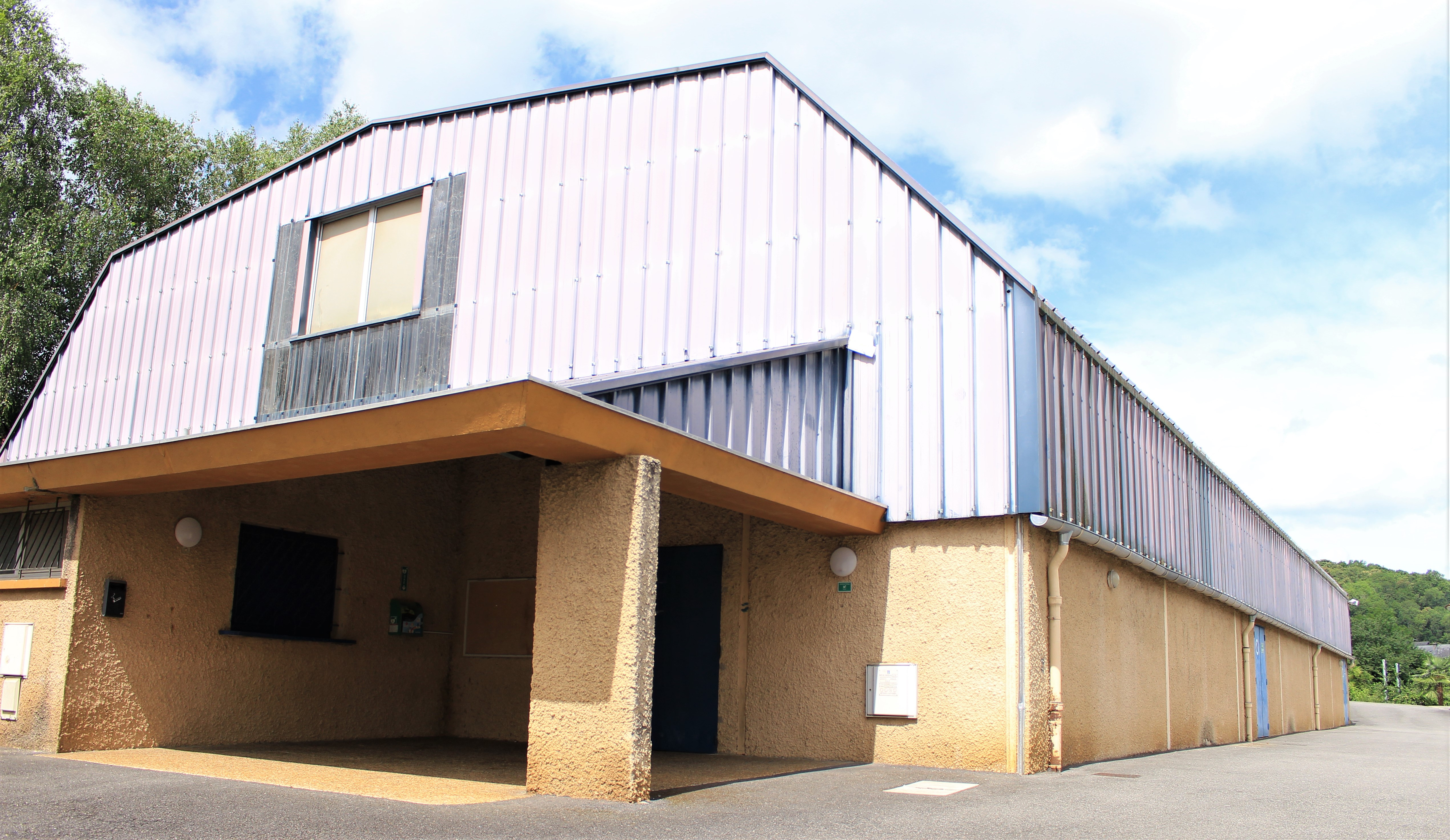
Le gymnase.

| Hommes | Classe d’âge | Femmes |
| ------ | ------------ | ------ |
| 0,7    | 90 ou +      | 2,2    |
| 8,9    | 75-89 ans    | 8,0    |
| 24,6   | 60-74 ans    | 27,0   |
| 22,3   | 45-59 ans    | 21,4   |
| 15,1   | 30-44 ans    | 17,3   |
| 9,5    | 15-29 ans    | 8,4    |
| 18,9   | 0-14 ans     | 15,6   |

| Hommes | Classe d’âge | Femmes |
| ------ | ------------ | ------ |
| 1,1    | 90 ou +      | 3      |
| 9,8    | 75-89 ans    | 13,1   |
| 21     | 60-74 ans    | 21,5   |
| 20,7   | 45-59 ans    | 20,6   |
| 16     | 30-44 ans    | 15,4   |
| 16,1   | 15-29 ans    | 13,1   |
| 15,2   | 0-14 ans     | 13,3   |

### Enseignement
L'école se situe en contrebas d'une  éminence sur laquelle a été construite l'église Saint-Hilaire. Elle y surplombe le village depuis 1848.

### Manifestations culturelles et festivités
Le festival de musique des Truca Taoules se déroule à Montgaillard tous les étés, en plein air, depuis 1998,.

## Économie

### Revenus
En 2018, la commune compte 365 ménages fiscaux, regroupant 866 personnes. La médiane du revenu disponible par unité de consommation est de 21 670 € (20 420 € dans le département).

### Emploi
|                | 2008  | 2013  | 2018  |
| -------------- | ----- | ----- | ----- |
| Commune        | 6,5 % | 6,3 % | 8 %   |
| Département    | 7,7 % | 9,4 % | 9,8 % |
| France entière | 8,3 % | 10 %  | 10 %  |

En 2018, la population âgée de 15 à 64 ans s'élève à 477 personnes, parmi lesquelles on compte 76 % d'actifs (68 % ayant un emploi et 8 % de chômeurs) et 24 % d'inactifs,. Depuis 2008, le taux de chômage communal (au sens du recensement) des 15-64 ans est inférieur à celui de la France et du département.
La commune fait partie de la couronne de l'aire d'attraction de Tarbes, du fait qu'au moins 15 % des actifs travaillent dans le pôle,. Elle compte 112 emplois en 2018, contre 118 en 2013 et 110 en 2008. Le nombre d'actifs ayant un emploi résidant dans la commune est de 330, soit un indicateur de concentration d'emploi de 34,1 % et un taux d'activité parmi les 15 ans ou plus de 52,2 %.
Sur ces 330 actifs de 15 ans ou plus ayant un emploi, 52 travaillent dans la commune, soit 16 % des habitants. Pour se rendre au travail, 92,4 % des habitants utilisent un véhicule personnel ou de fonction à quatre roues, 1,8 % les transports en commun, 3,4 % s'y rendent en deux-roues, à vélo ou à pied et 2,4 % n'ont pas besoin de transport (travail au domicile).

### Activités

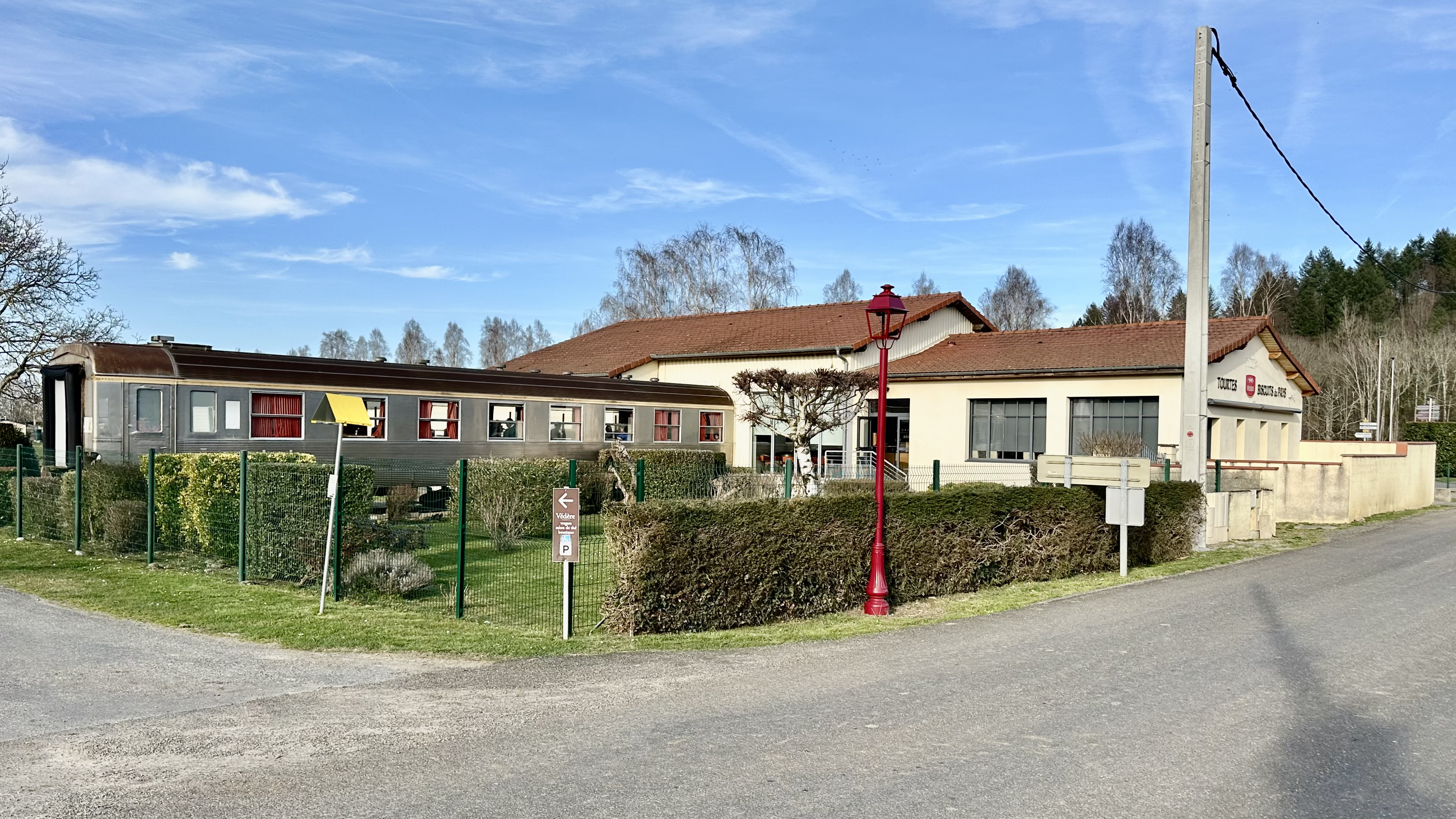
Salon de thé Védère.

### Biscuiterie et usine hydroélectrique
La biscuiterie Védère fait revivre l'ancienne ligne de chemin de fer qui reliait Tarbes à Bagnères-de-Bigorre en transformant, dans sa boutique, une voiture SNCF DEV en salon de thé. Une locomotive BB 4240 construite en 1934 à Tarbes y est également visible.
Une usine hydroélectrique et sa haute cheminée en brique rouge longent la D 935 en direction de Tarbes.

## Culture locale et patrimoine

### Lieux et monuments
À l'image de nombreuses demeures dans le village, la mairie, ses encadrements en pierre grise et ses cheminées monumentales correspondent à l'architecture typique de la région. Un monument aux morts et une fontaine agrémentent la place attenante.
De nombreux lavoirs et croix monumentales jalonnent les rues du villages.
- Église Saint-Hilaire de Montgaillard.

Sélection de vues des équipements municipaux
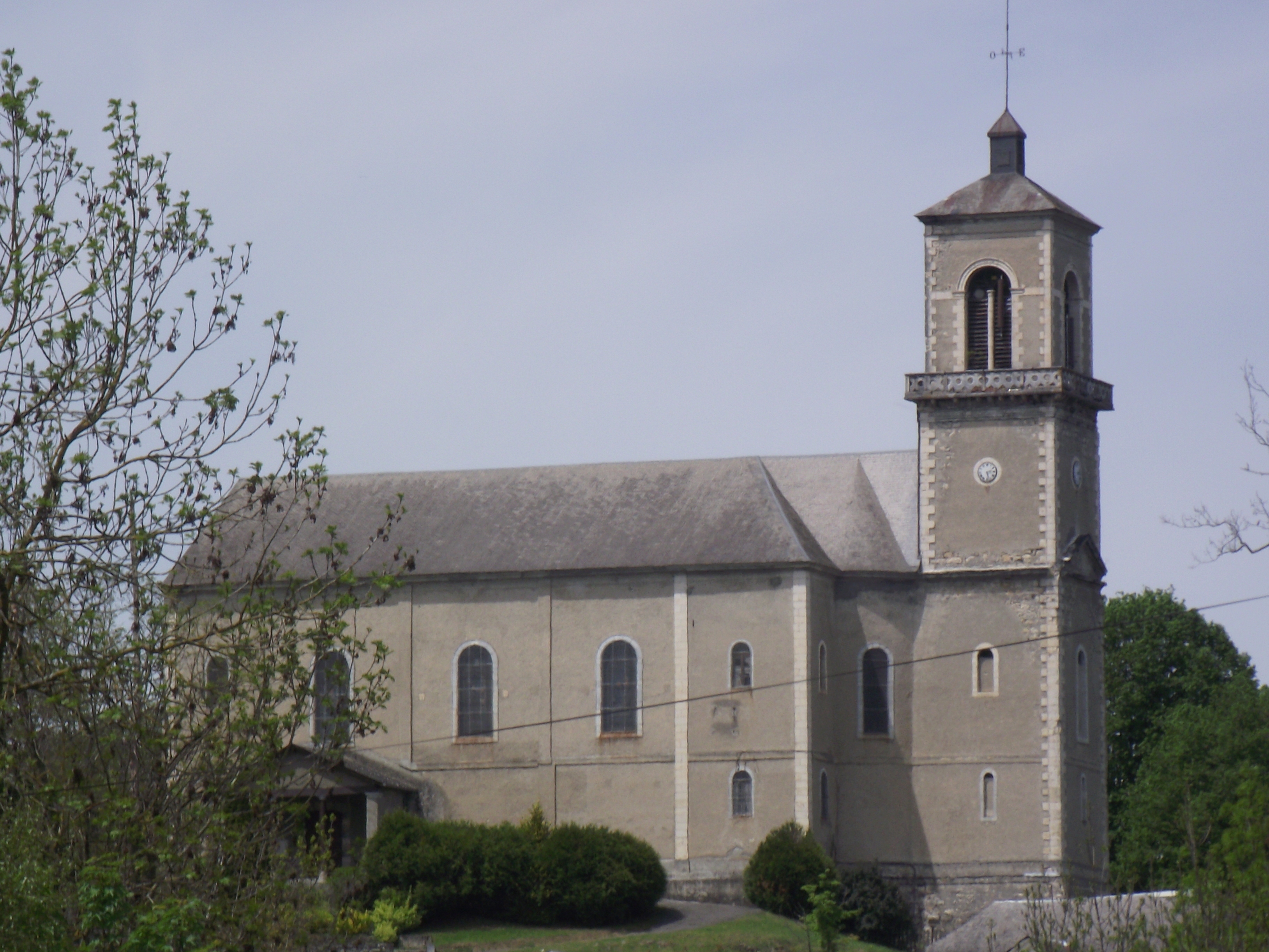
L'église Saint-Hilaire.
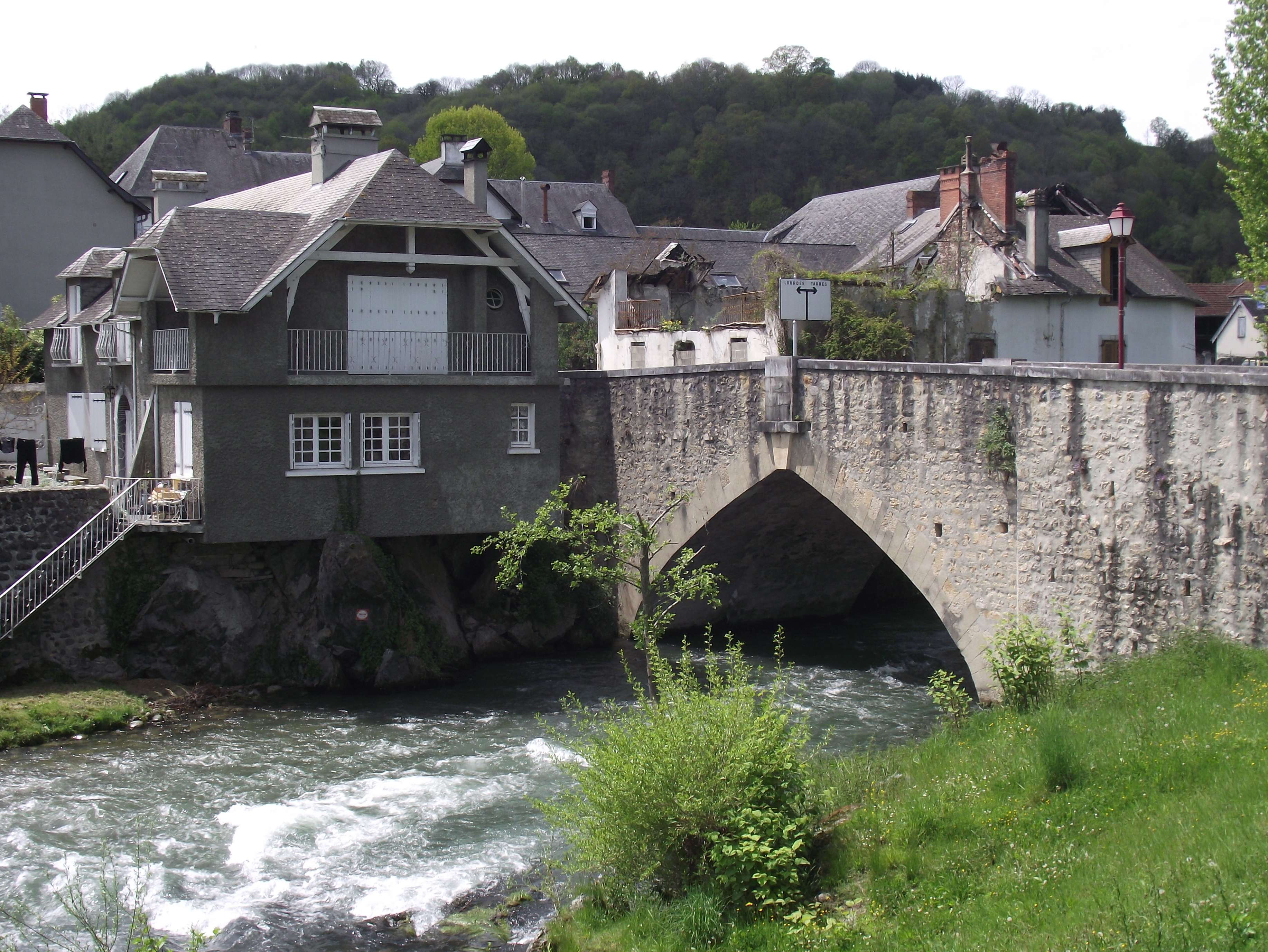
Le pont du Diable.
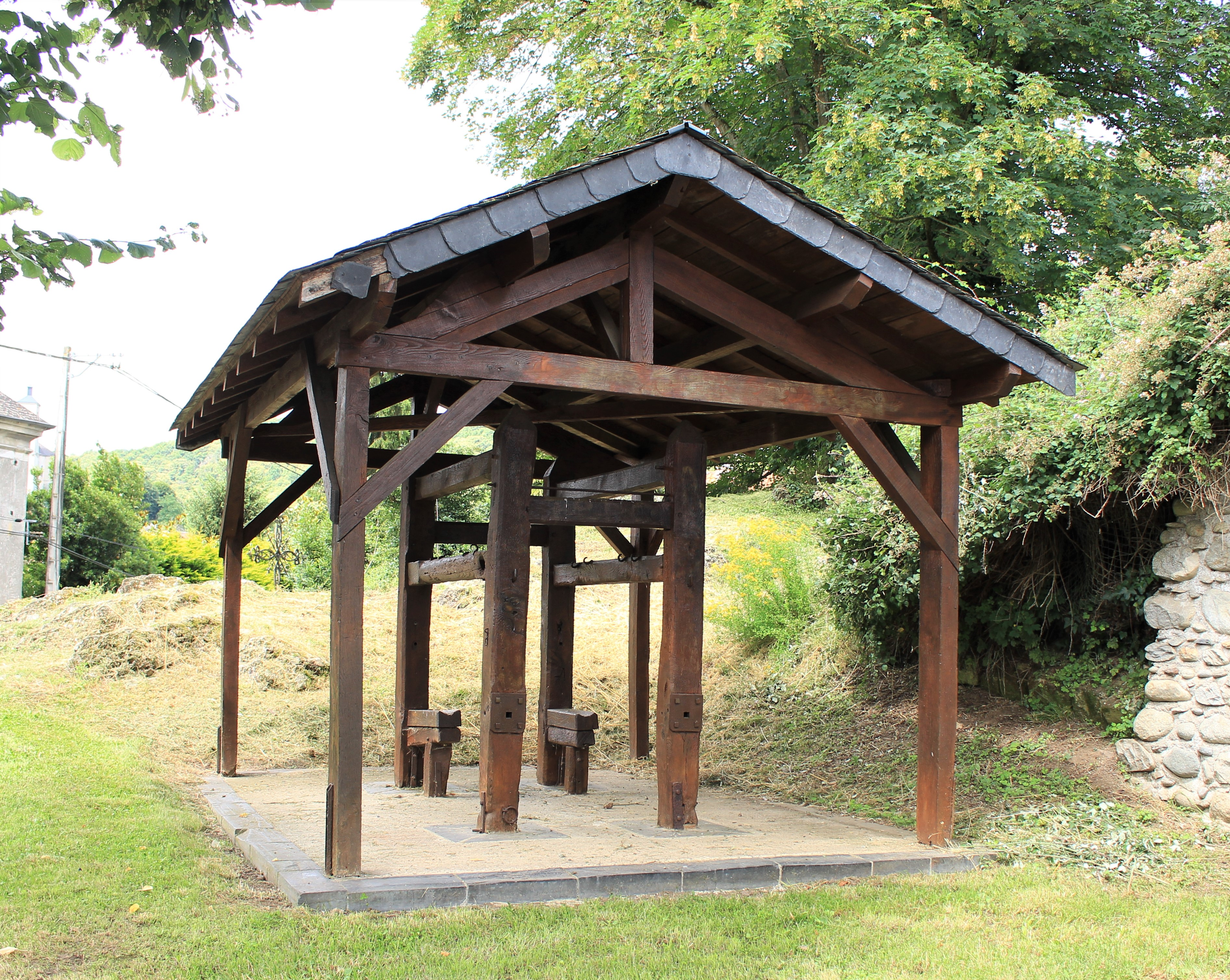
Le travail à ferrer.
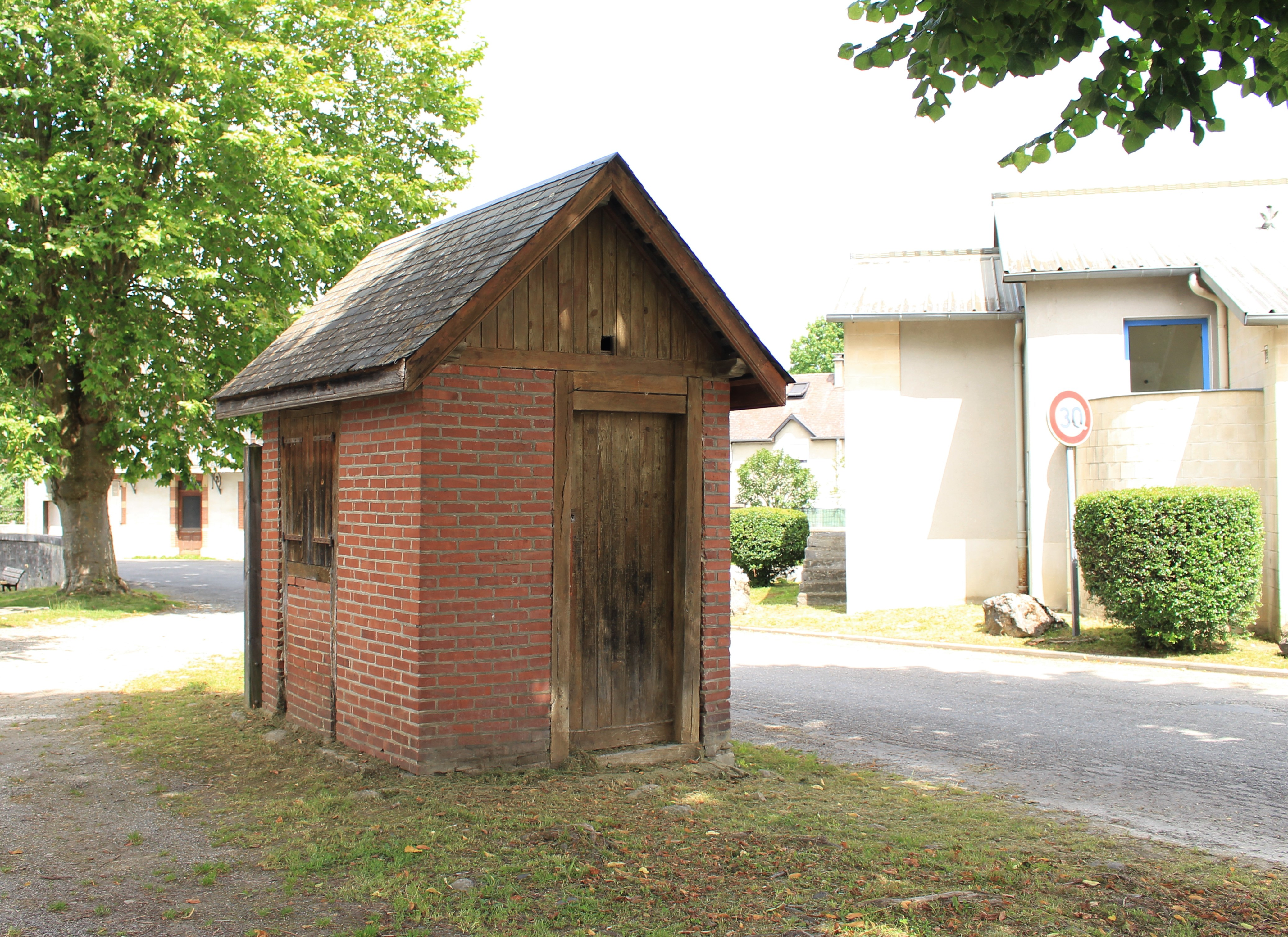
L'ancienne bascule.
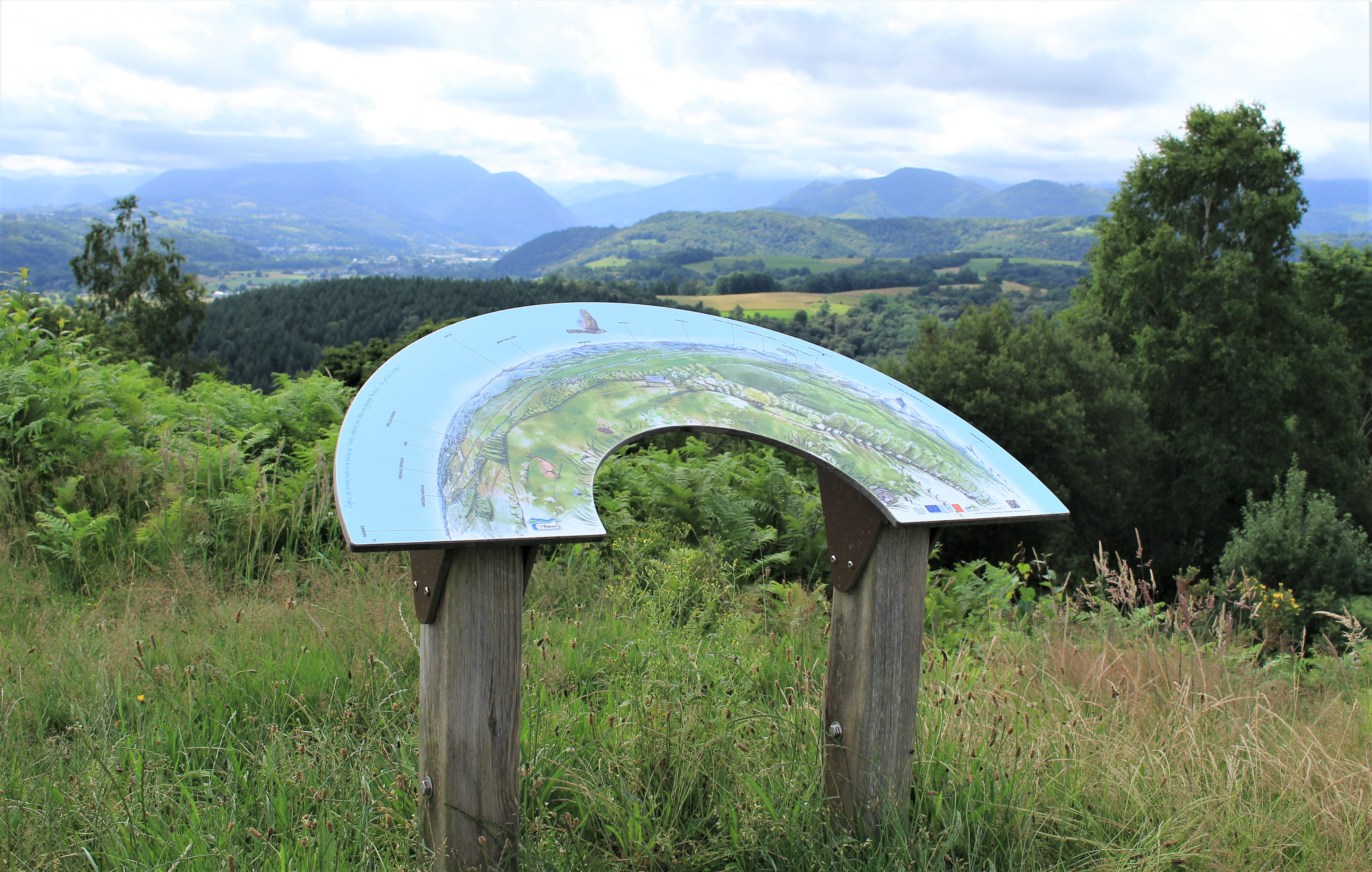
La table d'Orientation de las Puyolles.
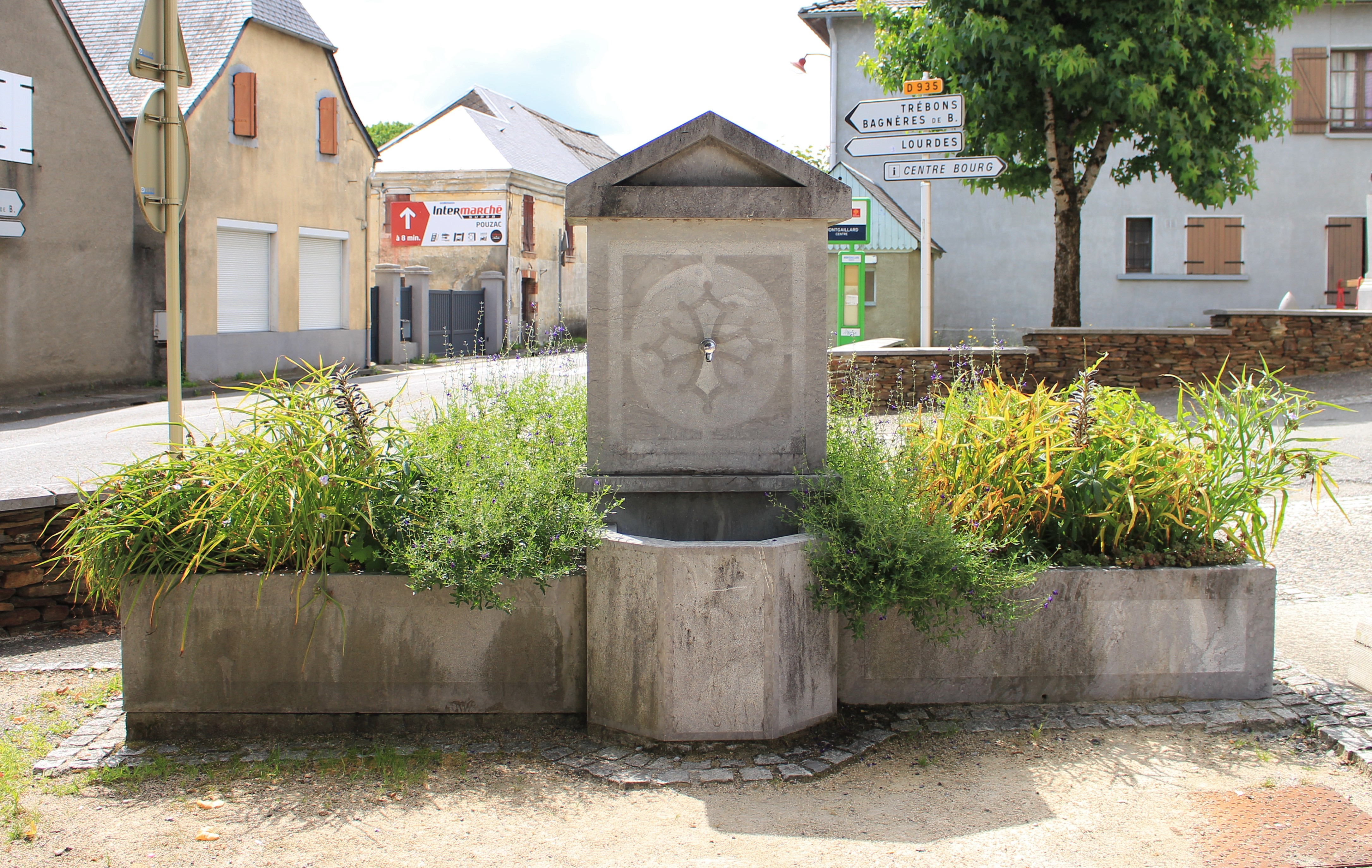
La fontaine.

### Berges de l'Adour et pont du Diable
L'un des lavoirs se situe sur les accueillantes berges de l'Adour. On y appréciera la vue sur le pont du Diable.

Images des lavoirs municipaux
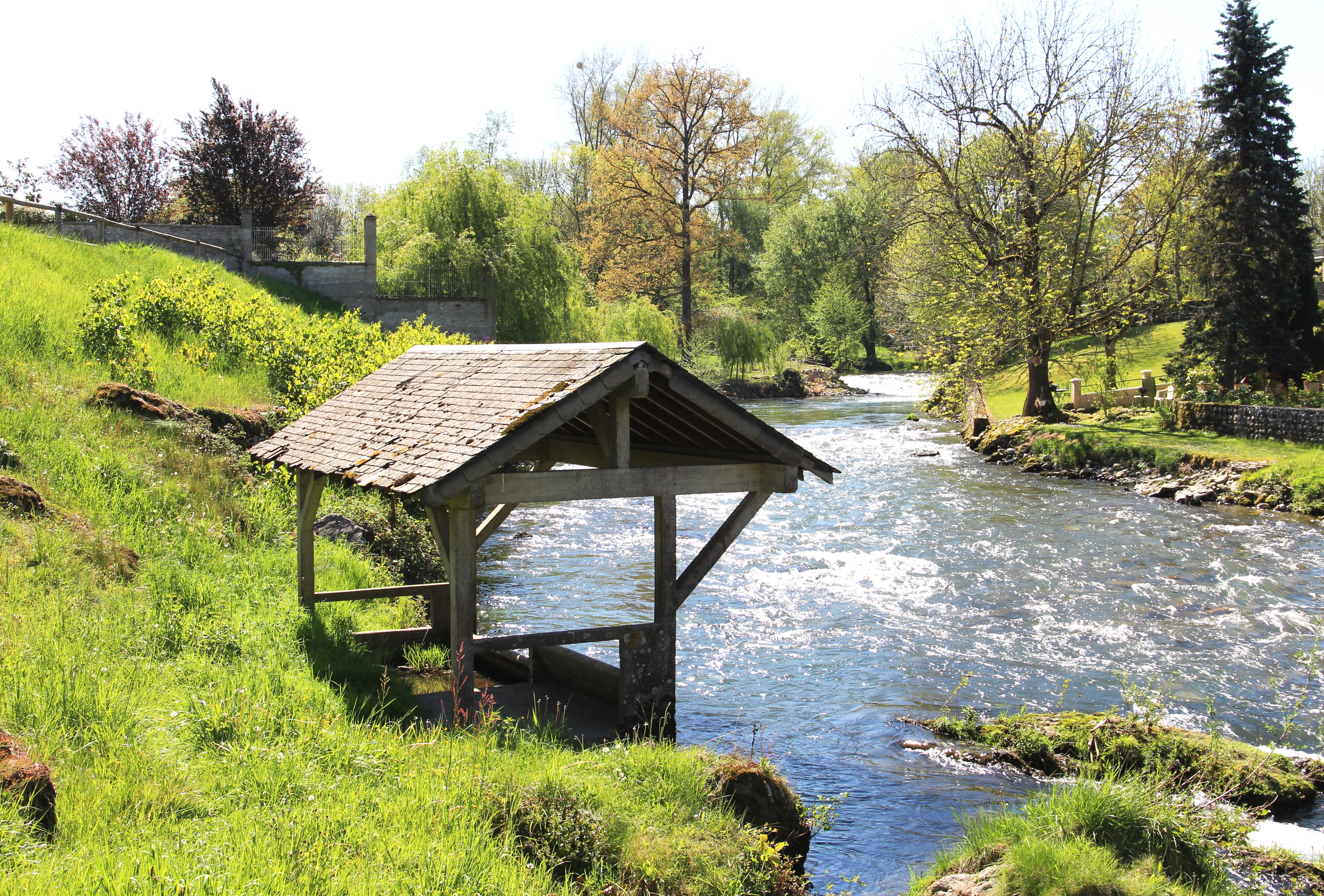
Le lavoir de l'Adour.
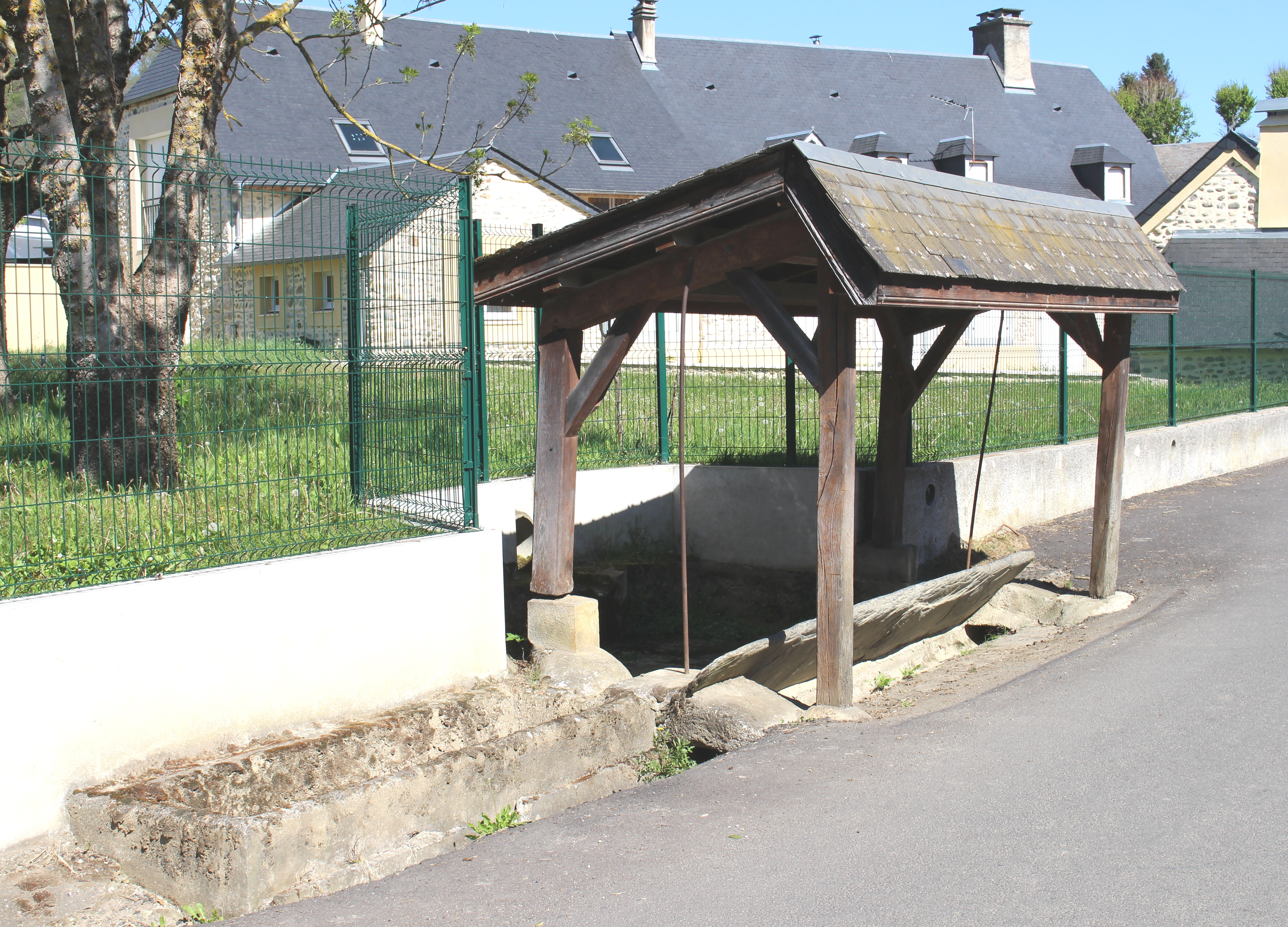
Le lavoir de l'Église.
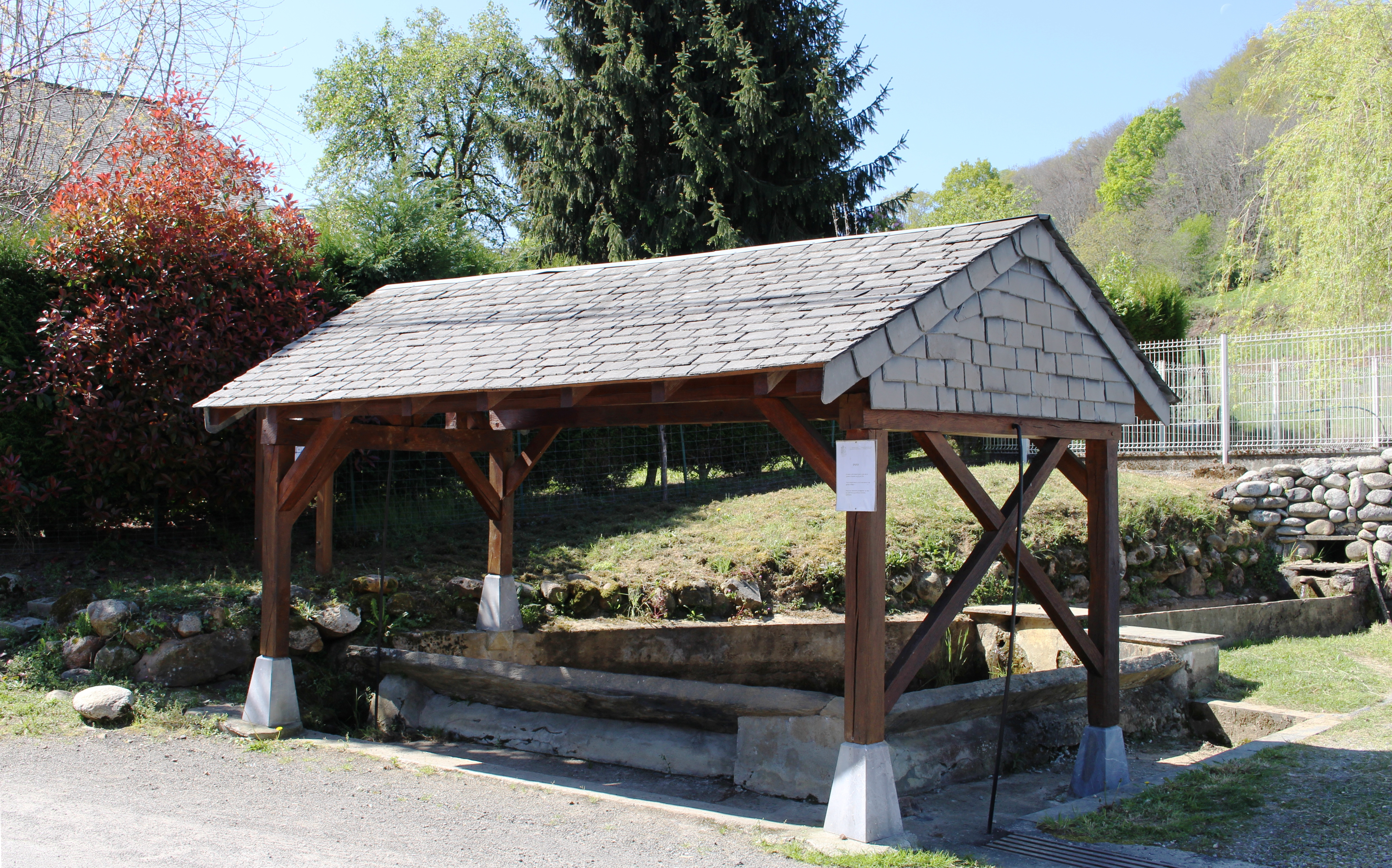
Le lavoir d'Artigala.
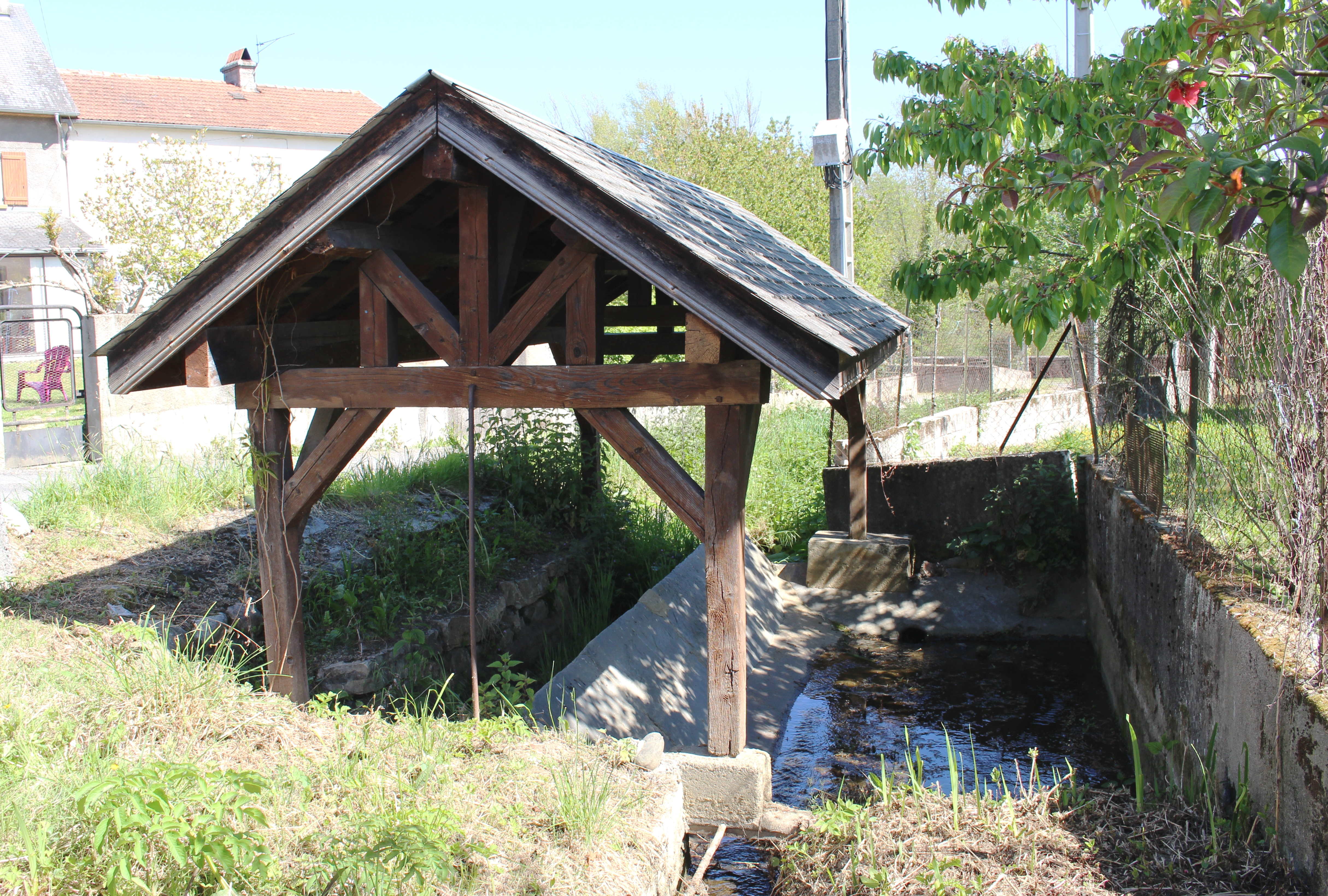
Le lavoir de la route de Tarbes.
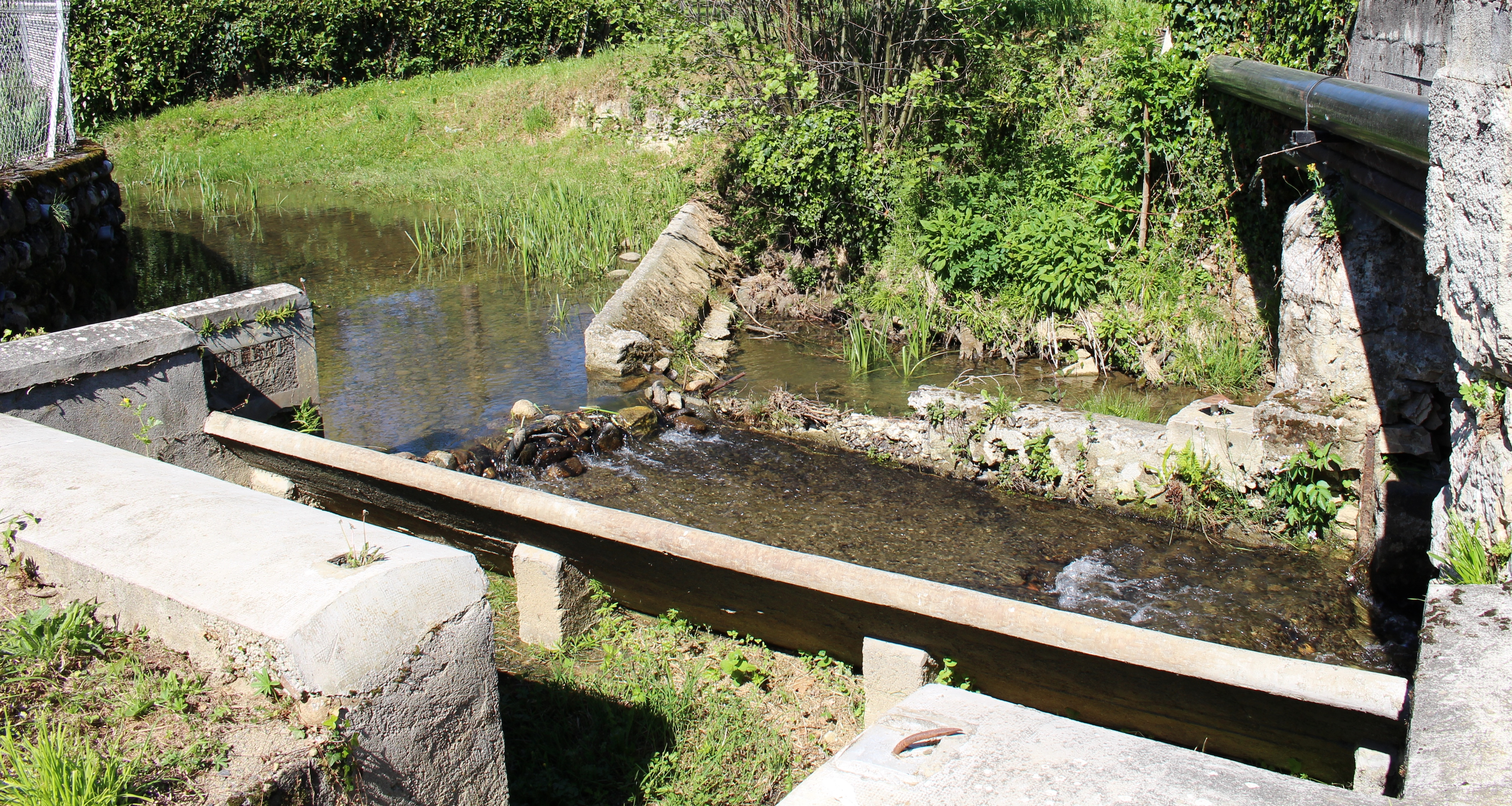
Le lavoir de Douloustre.

## Voir aussi

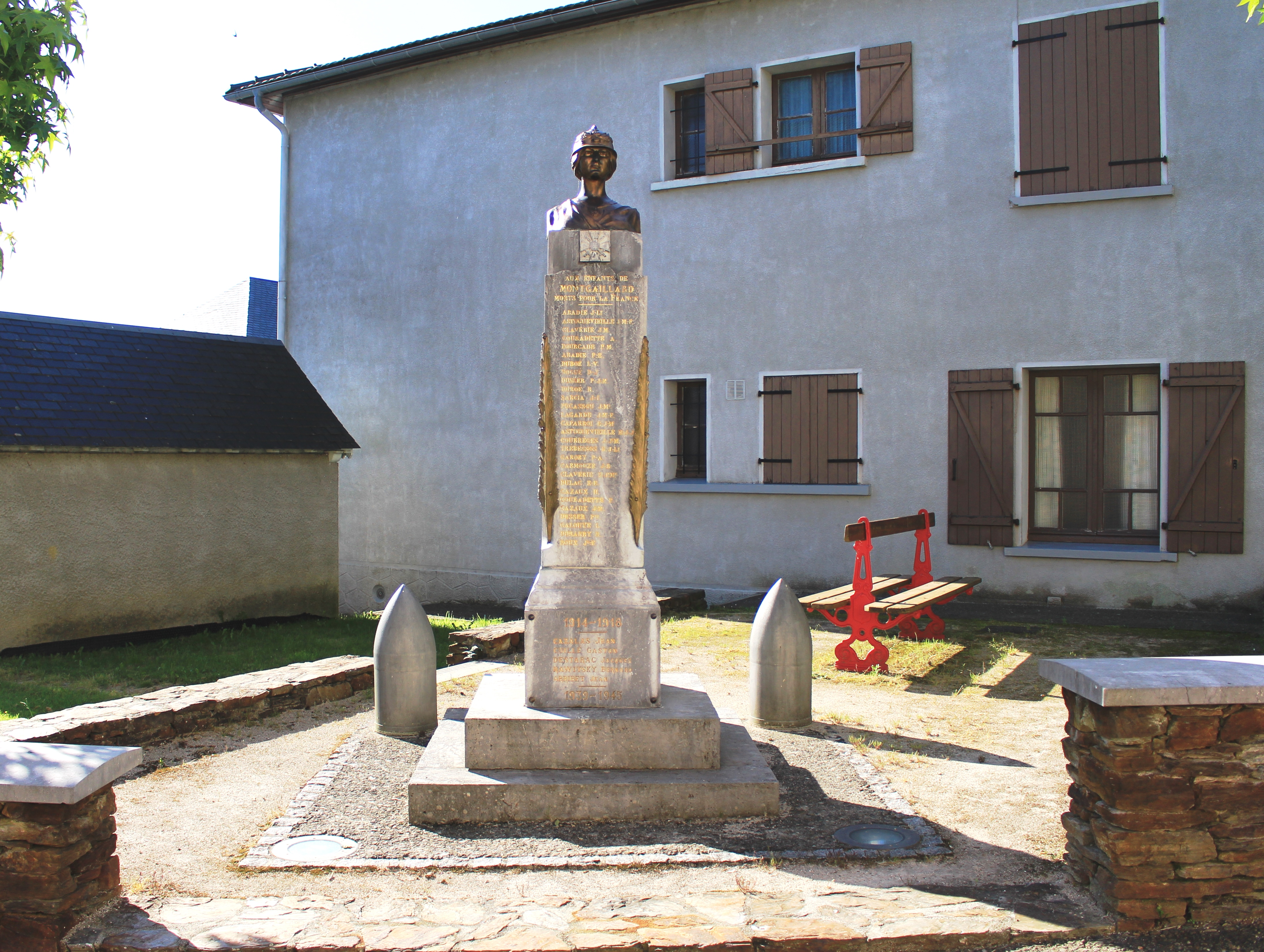
Le monument aux morts municipal.

### Héraldique
| Blason | Blasonnement : D'azur au chevron d'argent, accompagné aux trois besants d'or. Commentaires : ce blason est officiel (vérifié auprès de la mairie). |